# Catedral de Lima

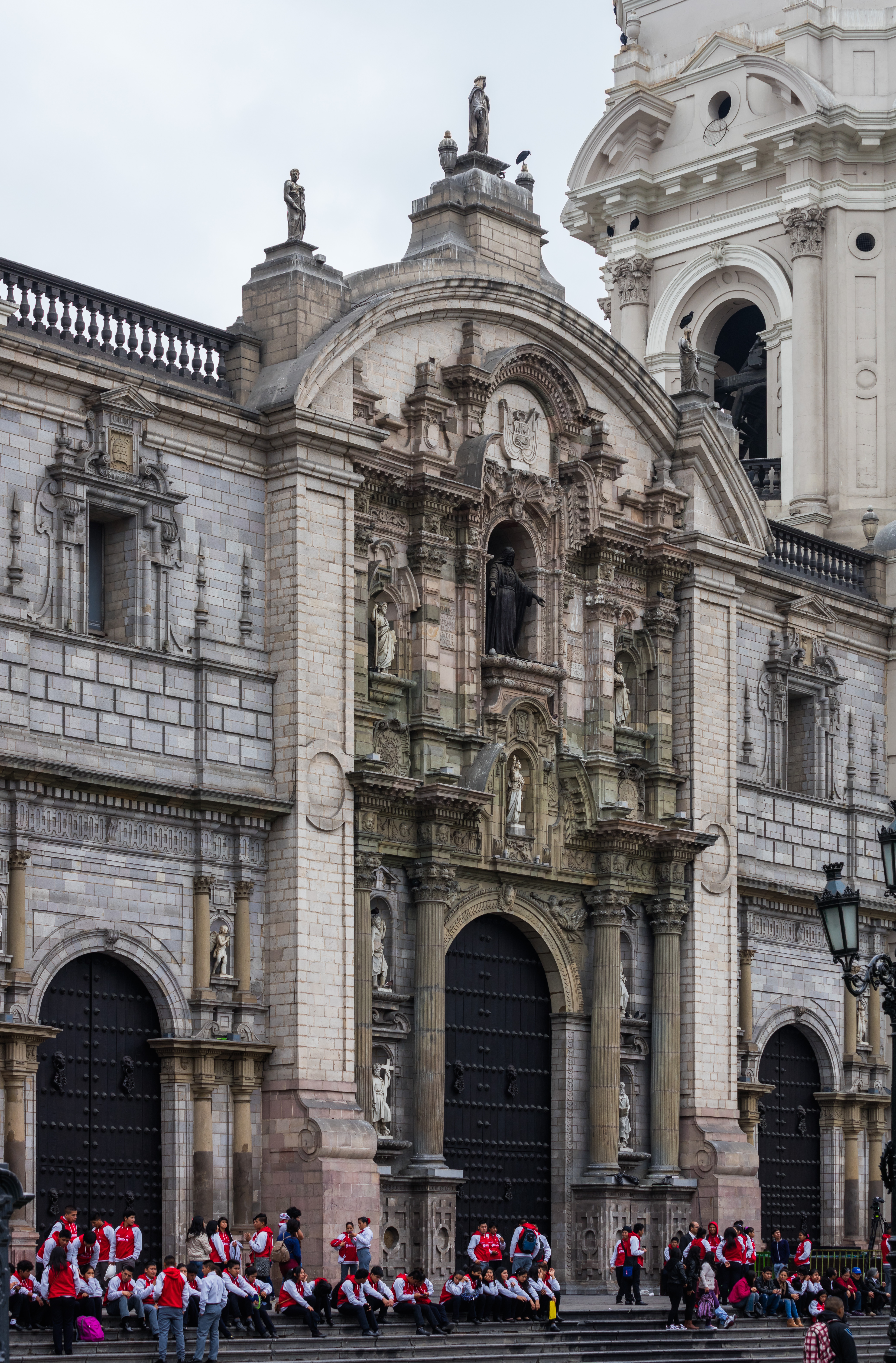
Portada central de la Catedral, ésta es de estilo barroco. Puede apreciarse los capiteles corintios de las columnas. En las hornacinas destacan las imágenes de los apóstoles, que rodean a la gran imagen de Jesucristo. Se observan también medallones, cabezas, ángeles y otros adornos platerescos.

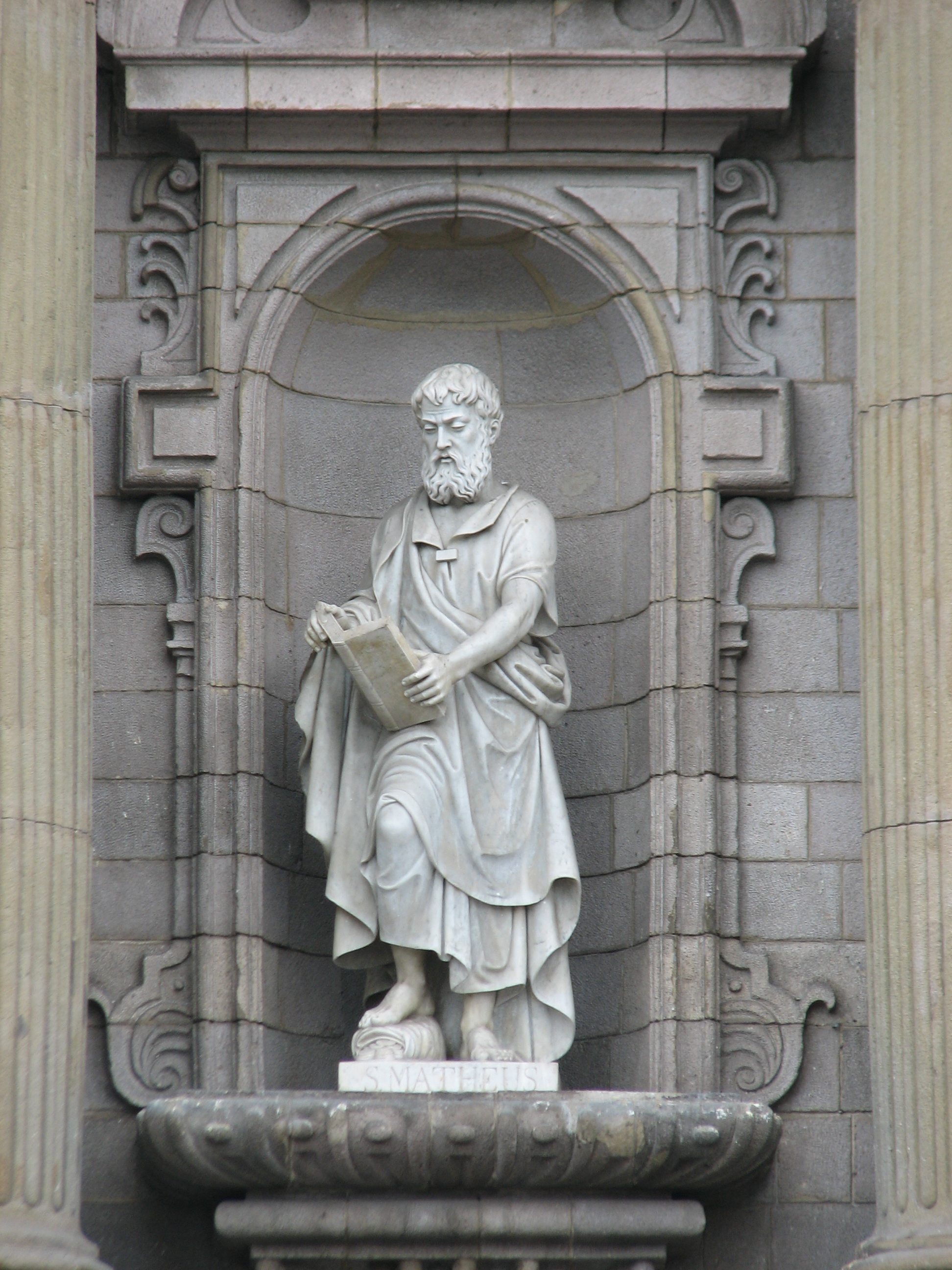
Imagen del Apóstol Mateo en la Portada principal de la Catedral Basílica de Lima.

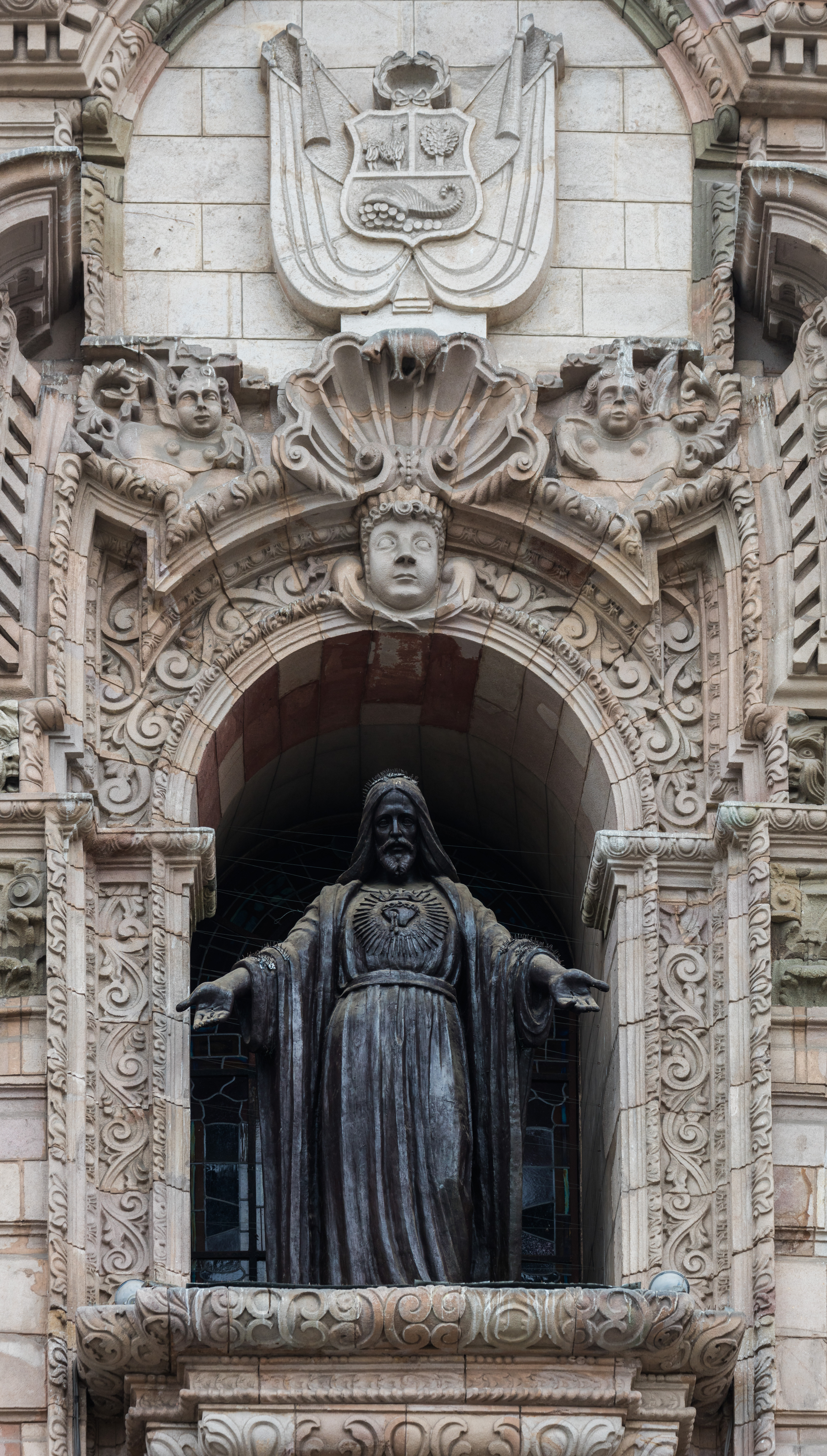
Imagen de Jesús en la portada de la catedral. Encima, el escudo del Perú

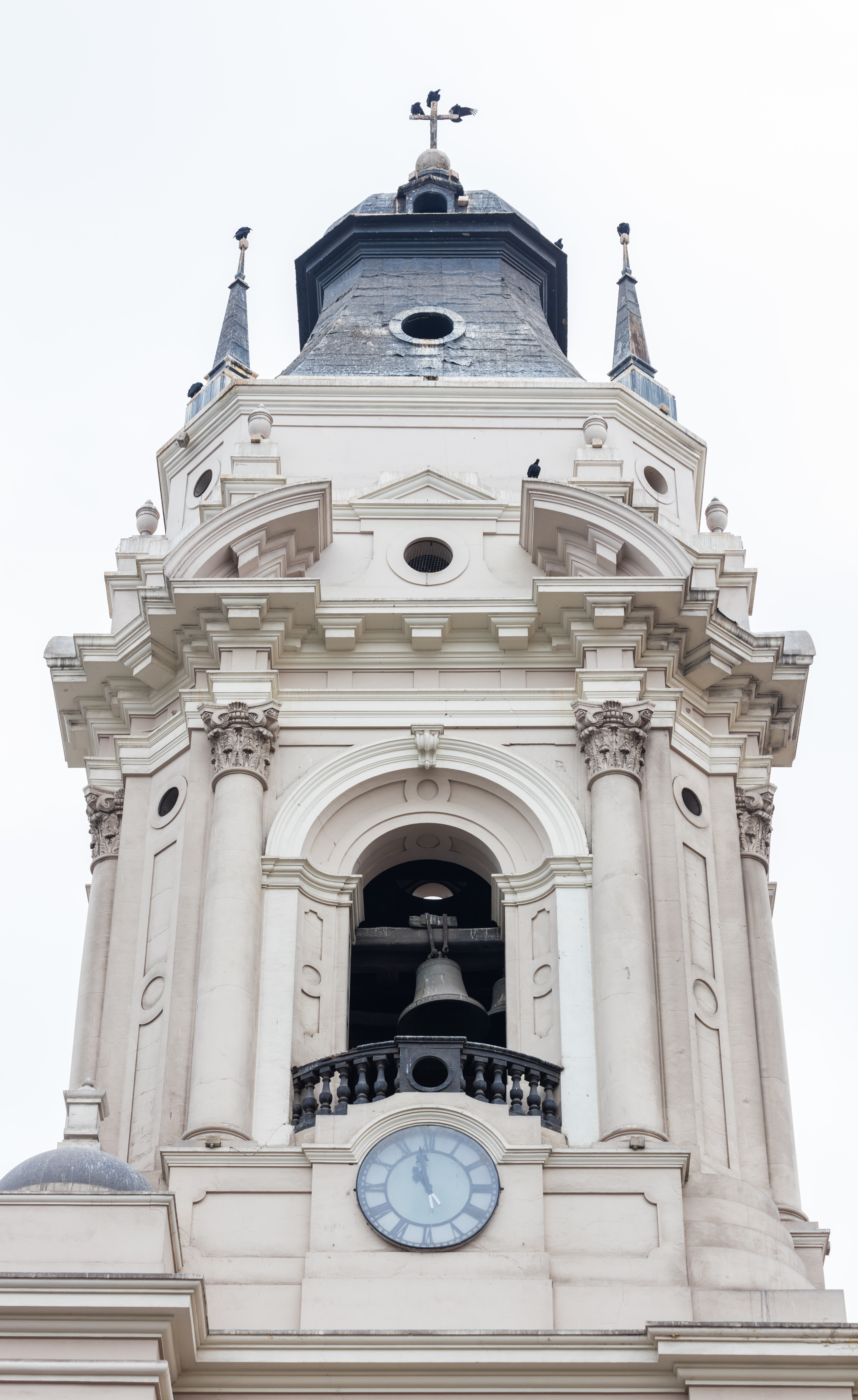
Campanario.

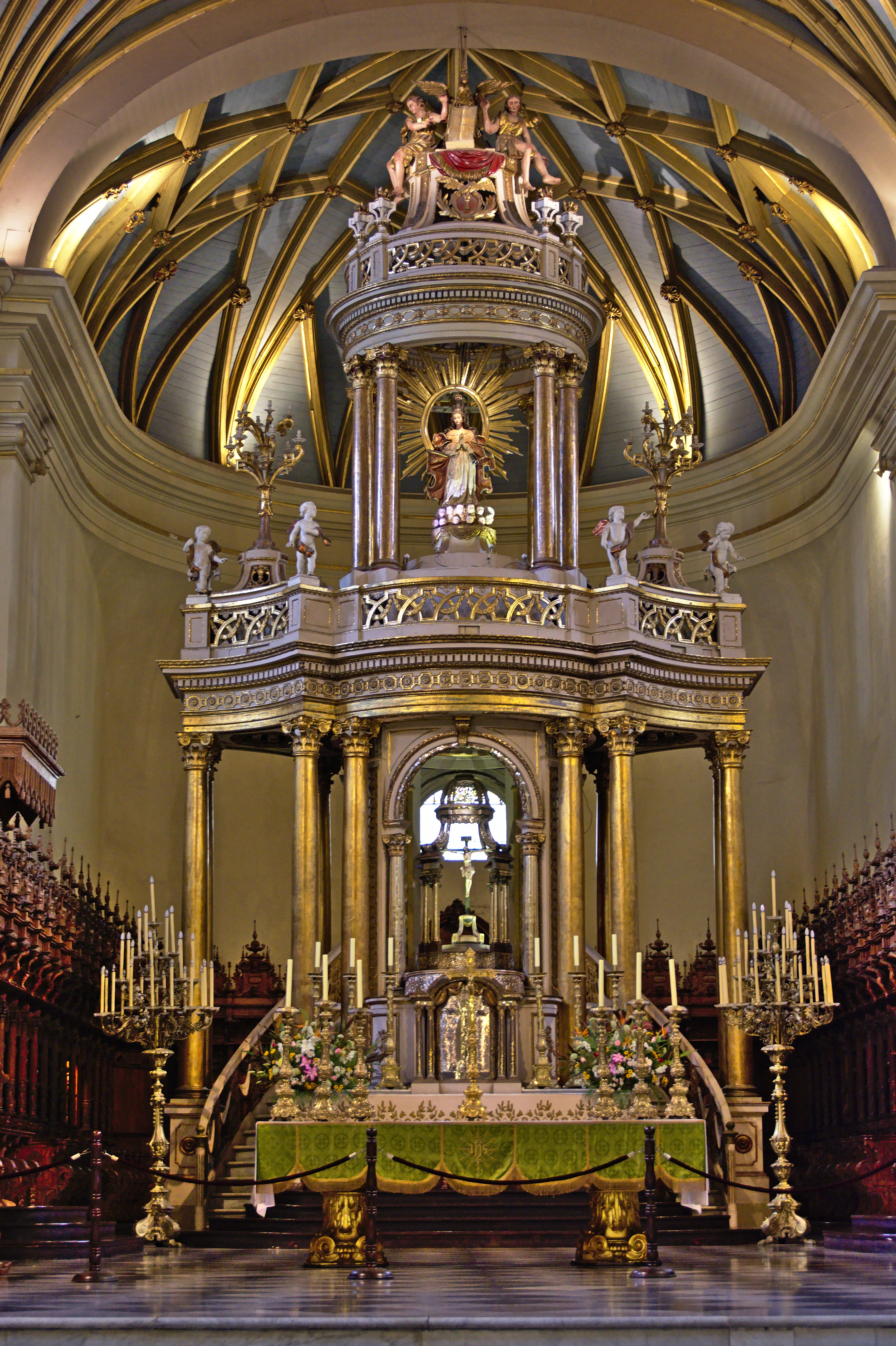
Altar mayor de la catedral.

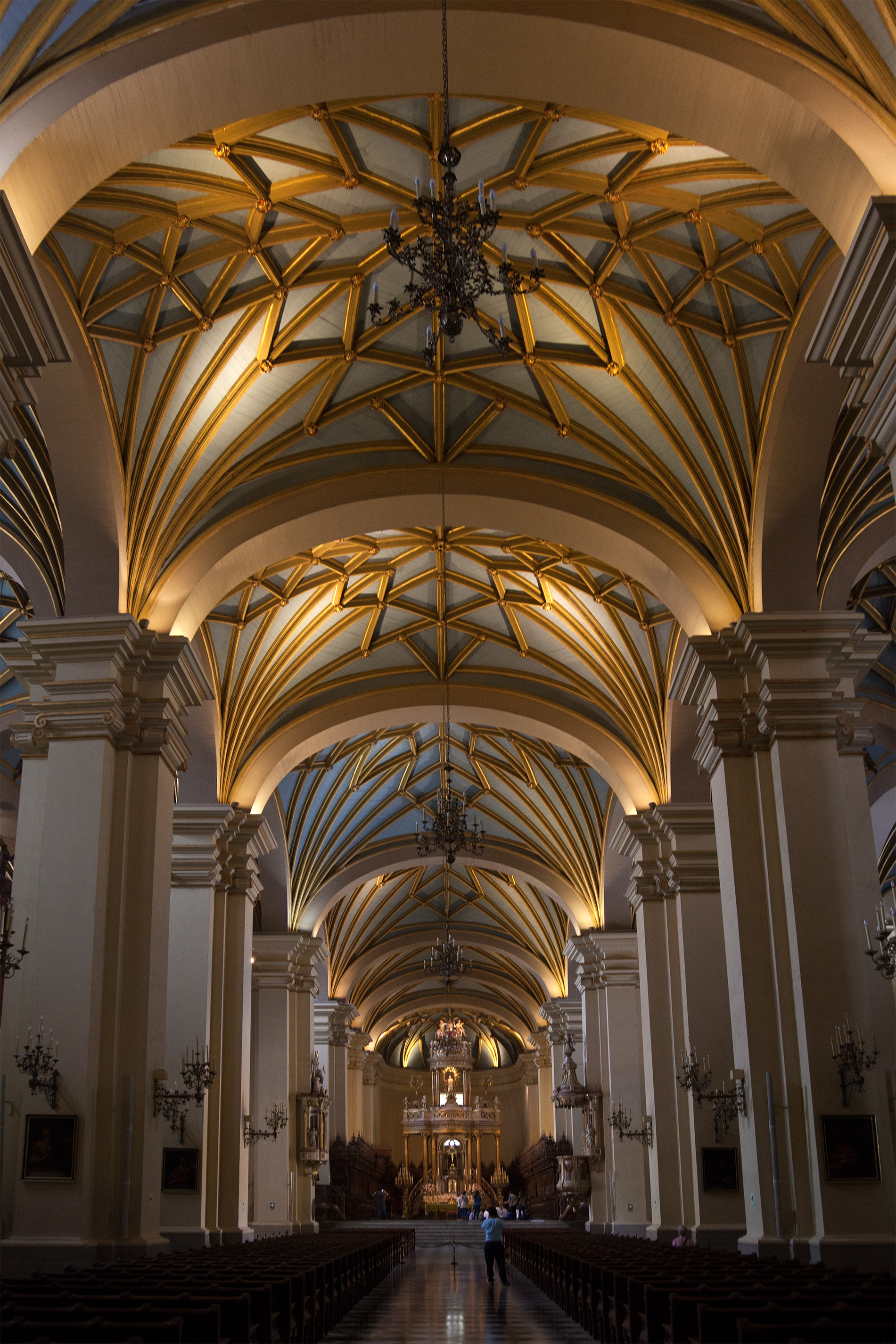
Vista del interior de la Catedral Basílica de Lima cuyo techo presenta nervaduras góticas.

La Basílica Catedral de Lima, conocida comúnmente como la Catedral Metropolitana de Lima o simplemente como la Catedral de Lima, es la iglesia mayor del Perú, y parte de la arquidiócesis de Lima. Su construcción se remonta a la fundación de Lima en 1535 por Francisco Pizarro, y su edificación actual tuvo un proceso de edificación que empezó en 1602 y terminó en 1797. Su santo patrón es San Juan Apóstol y Evangelista.
Se ubica al lado sureste de la Plaza Mayor, en la segunda cuadra del Jirón Carabaya (tradicionalmente la calle Gradas de la Catedral), formando así parte del centro histórico de Lima.

## Ubicación en la ciudad
La Basílica Catedral de Lima ocupa el lado este de la plaza Mayor de Lima, en la calle Gradas de la Catedral, cuadra 2 del actual jirón Augusto Wiese (ex jirón Carabaya).

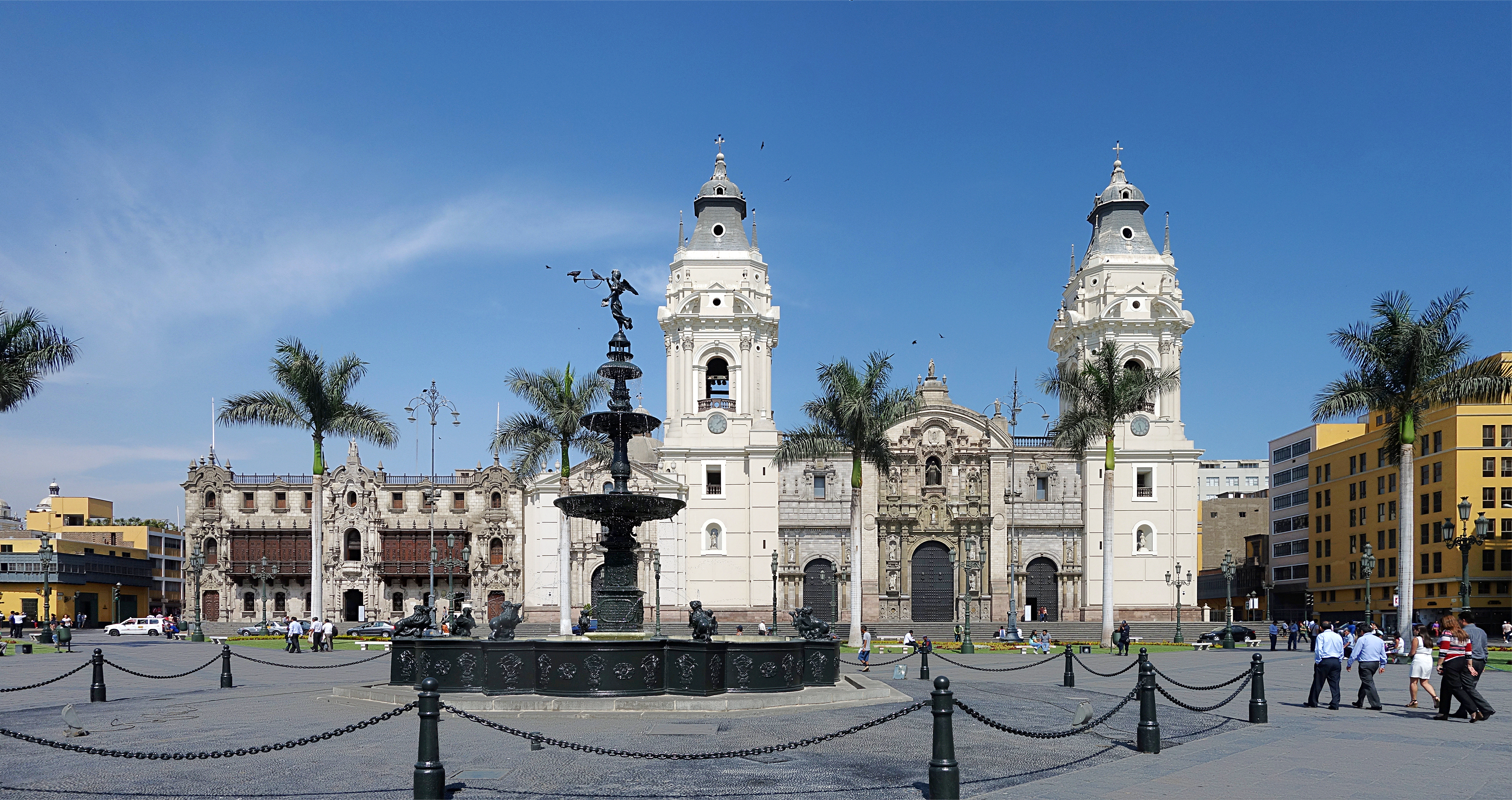
Vista de la Catedral junto a la iglesia del Sagrario y al Palacio arzobispal.

## Descripción de la fachada y determinación de su estilo
La fachada de la Catedral de Lima es de estilo renacentista con adornos platerescos. Sus altas torres con chapitel de pizarra son neoclásicas, con influencias estilísticas de la escuela escurialense y del norte de Europa.
Tiene 3 puertas, como en la mayoría de las catedrales. La principal (la del centro) se llama Puerta del Perdón, la lateral derecha se llama Puerta de la Epístola y lateral izquierda se llama Puerta del Evangelio.
Además hay 2 puertas laterales, una que da a la Calle de Judíos (lado derecho) y otra que da al Patio de los Naranjos (patio interior anexo a la Catedral). En la parte posterior del templo (Calle de Santa Apolonia) se abren otras 2 portadas: la de Santa Apolonia y la de San Cristóbal.
En la fachada principal se pueden observar estatuas de los Apóstoles, y en la hornacina central, el Sagrado Corazón de Jesús. Actualmente, en la parte superior se puede ver el escudo del Perú, en el sitio donde originalmente se hallaba el escudo de la ciudad de Lima junto con la frase Plus Ultra.
Junto a la Catedral están la Parroquia del Sagrario (una de las más antiguas de Lima) y el Palacio Arzobispal, sede del gobierno eclesiástico de Lima.

## Descripción de su interior
La Catedral de Lima muestra varios estilos, desde el gótico tardío, el renacentista hasta el barroco y plateresco, por la fecha del inicio de la construcción, el estilo arquitectónico es renacentista. Posee una planta de salón rectangular, emulando a la Catedral de Sevilla. El techo está sostenido por bóvedas góticas de crucería que recrean un cielo estrellado, las cuales están hechas de madera y estuco para aliviar el peso sobre las paredes y evitar su colapso en caso de sismo.
Originalmente sus altares eran de estilo barroco, siendo sustituidos algunos de ellos por altares neoclásicos. La sillería del coro si bien presenta tradición renacentista posee una disposición ecléctica. En sus capillas y sacristía conserva obras de los más afamados escultores de la época colonial en el Perú.
La Catedral es en sí una perfecta síntesis de los estilos arquitectónicos que se desarrollaron en la ciudad de Lima desde sus orígenes hasta el día de hoy.

### Naves
La catedral de Lima posee 3 naves y 2 naves adicionales donde se abren las capillas laterales.
A lo largo de las naves laterales se observan cuadros de gran formato del Vía Crucis. Recientemente se colocaron en las columnas doce cuadros alusivos a los doce Apóstoles y a la vez a los doce artículos de fe del Credo Apostólico. Juan Pablo II visitó este recinto en dos ocasiones, en 1985 y en 1988, lo que se conmemora en dos placas que se ven a la entrada.

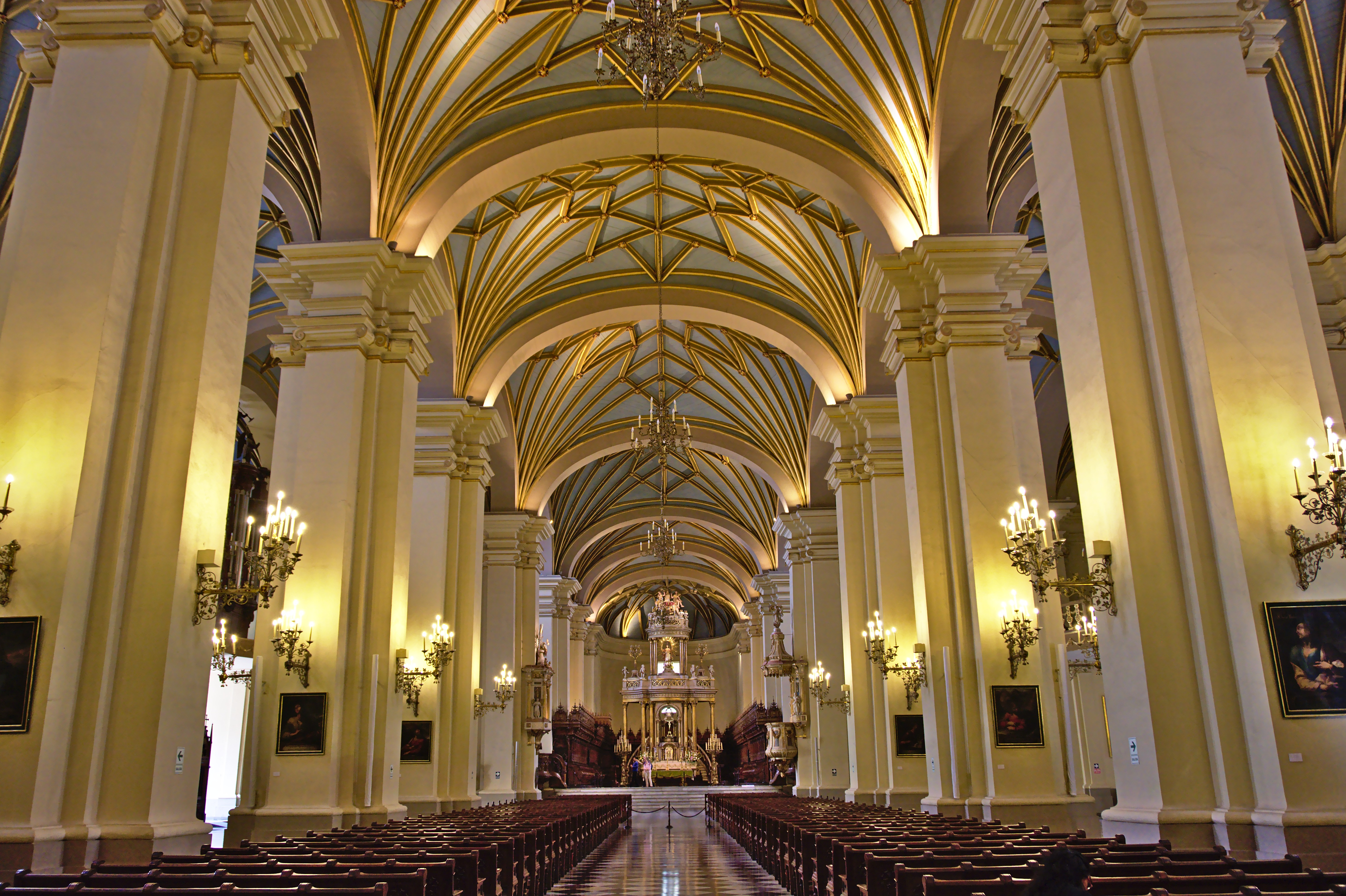
Vista de la nave central de la Catedral Basílica de Lima.

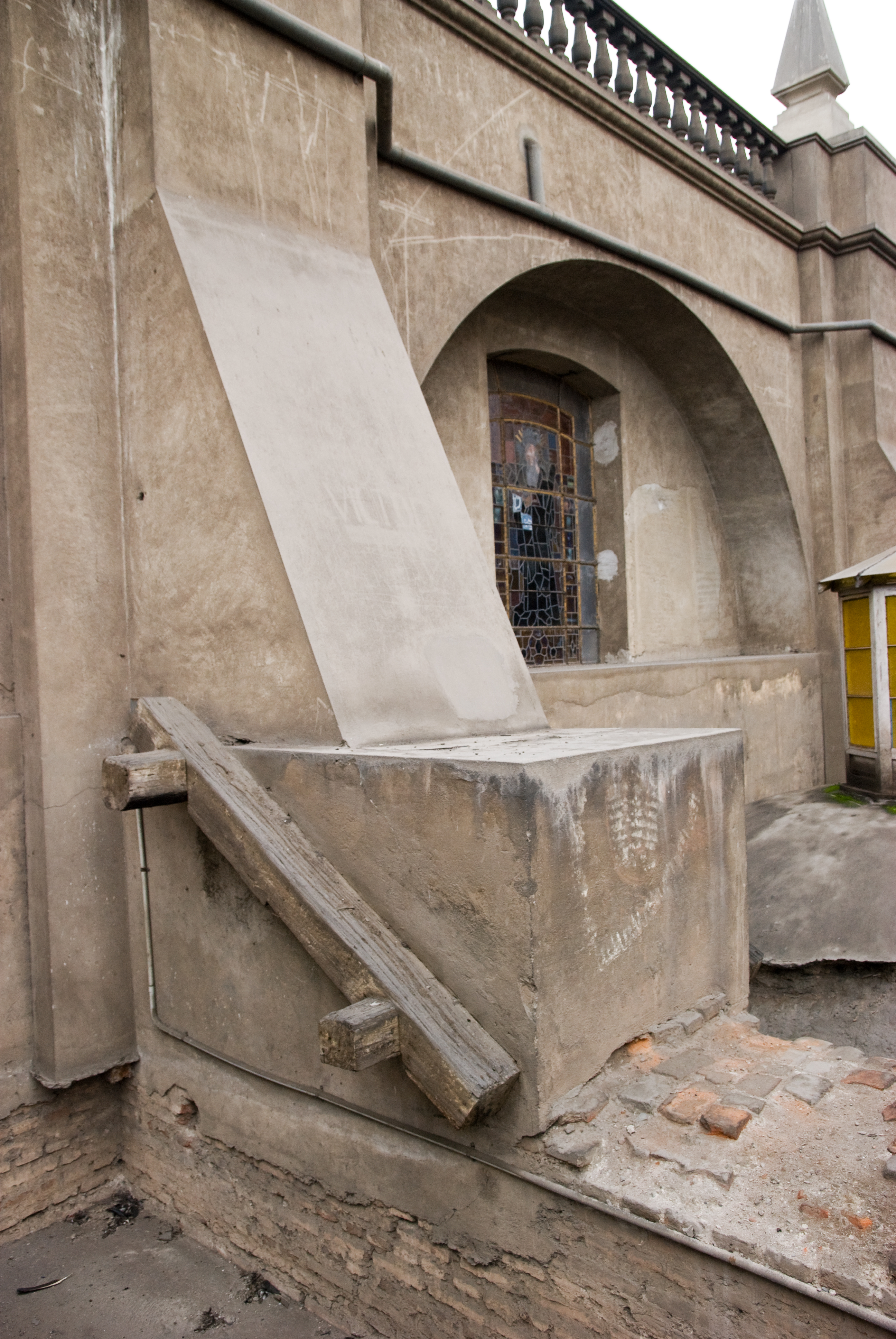
Contrafuerte en la parte interior superior de la catedral.

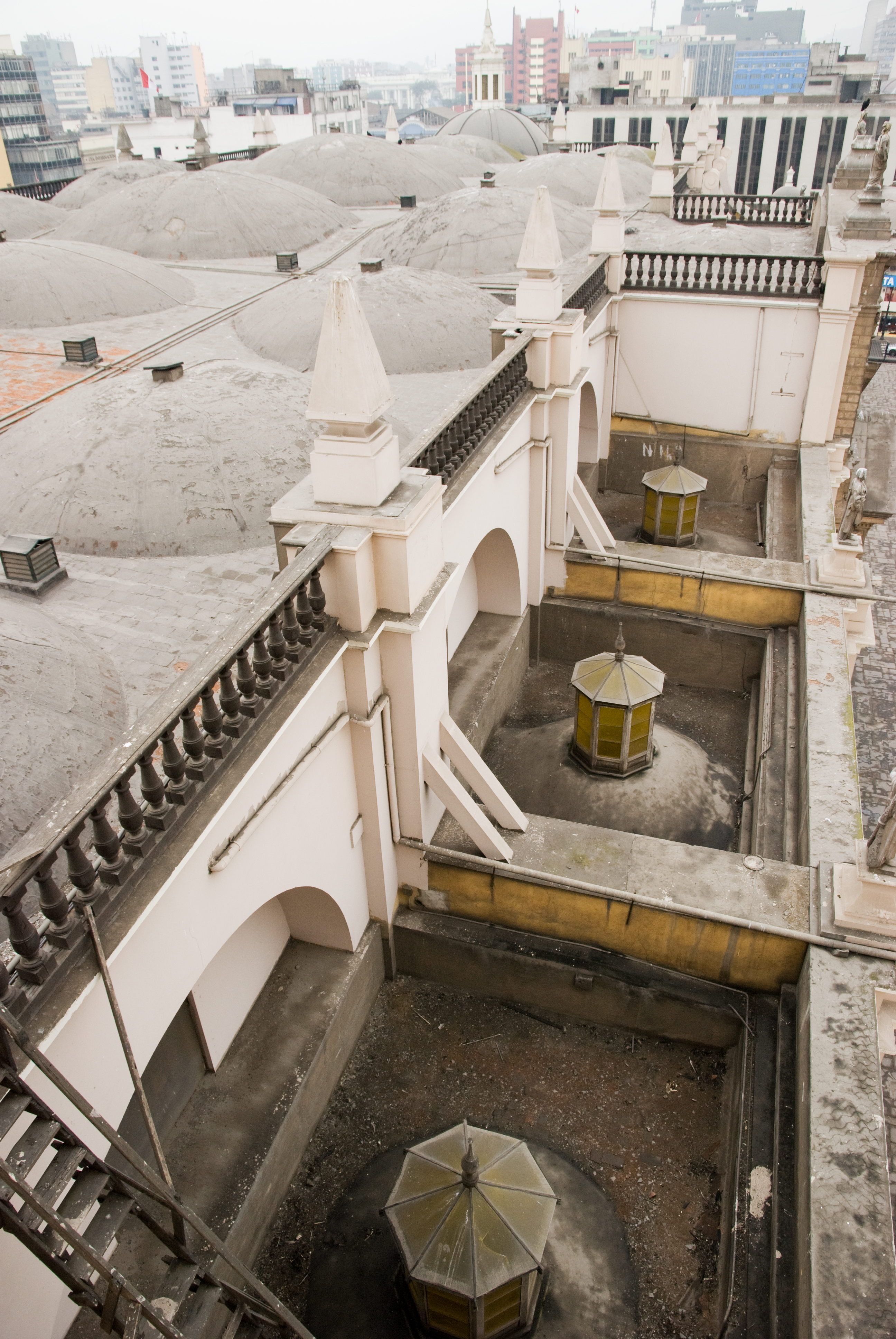
Cúpulas exteriores de la nave lateral.

### Capillas

#### Capilla de Nuestra Señora de la Esperanza
En la nave izquierda podemos ver, en la primera capilla, el antiguo baptisterio, con su pila bautismal. Allí se conserva una hermosa imagen de Nuestra Señora de la Esperanza (Virgen dolorosa), escultura que forma parte del grupo mariano procesional de la Semana Santa en esta Ciudad y que preside tradicionalmente los cultos de Cuaresma y Semana Santa. En las recientes restauraciones se pudo descubrir la antigua policromía que revestía la capilla, la cual ahora es expuesta para los visitantes.

#### Capilla de la Sagrada Familia
La siguiente capilla es la Capilla de la Sagrada Familia, en la cual se conservan antiguas tallas en madera policromada de Jesús, María y José. También, en las paredes, se ven dos grandes cuadros ovales con las imágenes de San Pedro y San Pablo, y cuatro paneles de madera que pertenecieron a la antigua sillería del coro, anterior a la actual. Antiguamente, esta capilla pertenecía al gremio de carpinteros de la ciudad.

#### Capilla de la Antigua (Los Reyes)
La siguiente es la que actualmente recibe el nombre de Capilla de la Antigua, como aquella ubicada en el trascoro y que estaba bajo el patronazgo de la Universidad de San Marcos. Antiguamente, los alumnos recibían sus grados académicos ahí. El retablo acogido por esta capilla, de estilo neoclásico, es atribuido a Matías Maestro y es presidido por una imagen de la Virgen de la Antigua (de mediados del siglo XVI), patrona de la Universidad desde 1627, y destacan dos estatuas de madera, de San Marcos y Santo Tomás de Aquino, provenientes de la antigua capilla de la universidad en la actual plaza Bolívar. Las columnas del retablo están pintadas con colores distintos, simbolizando cada una las primitivas facultades de la Universidad. La pintura se encontraba originalmente en el trascoro, al entrar por el ingreso principal de la Catedral.

#### Capilla de los Santos Peruanos
La siguiente es la Capilla de los Santos Peruanos, presidida por la imagen de Santa Rosa de Lima, primera santa de América, junto con las de San Martín de Porres, San Juan Macías y San Francisco Solano, santos peruanos. Fue originalmente dedicada a la santa limeña poco después de su canonización, y se encontraba inicialmente en la desaparecida iglesia de Belén. En ella está la tumba de monseñor Emilio Lissón, XXVII Arzobispo de Lima, actualmente en proceso de beatificación.
Luego, sobre la puerta que da al Patio de los Naranjos puede verse el monumental órgano de tubos encargado por el XX Arzobispo de Lima Francisco Xavier de Luna Pizarro, construido en Bélgica por el organero Hippolyte Loret (1810-1879), modificado hacia 1900 por Inocente Foglia. y se encuentra el desuso más de 60 años.

#### Capilla de la Inmaculada Concepción

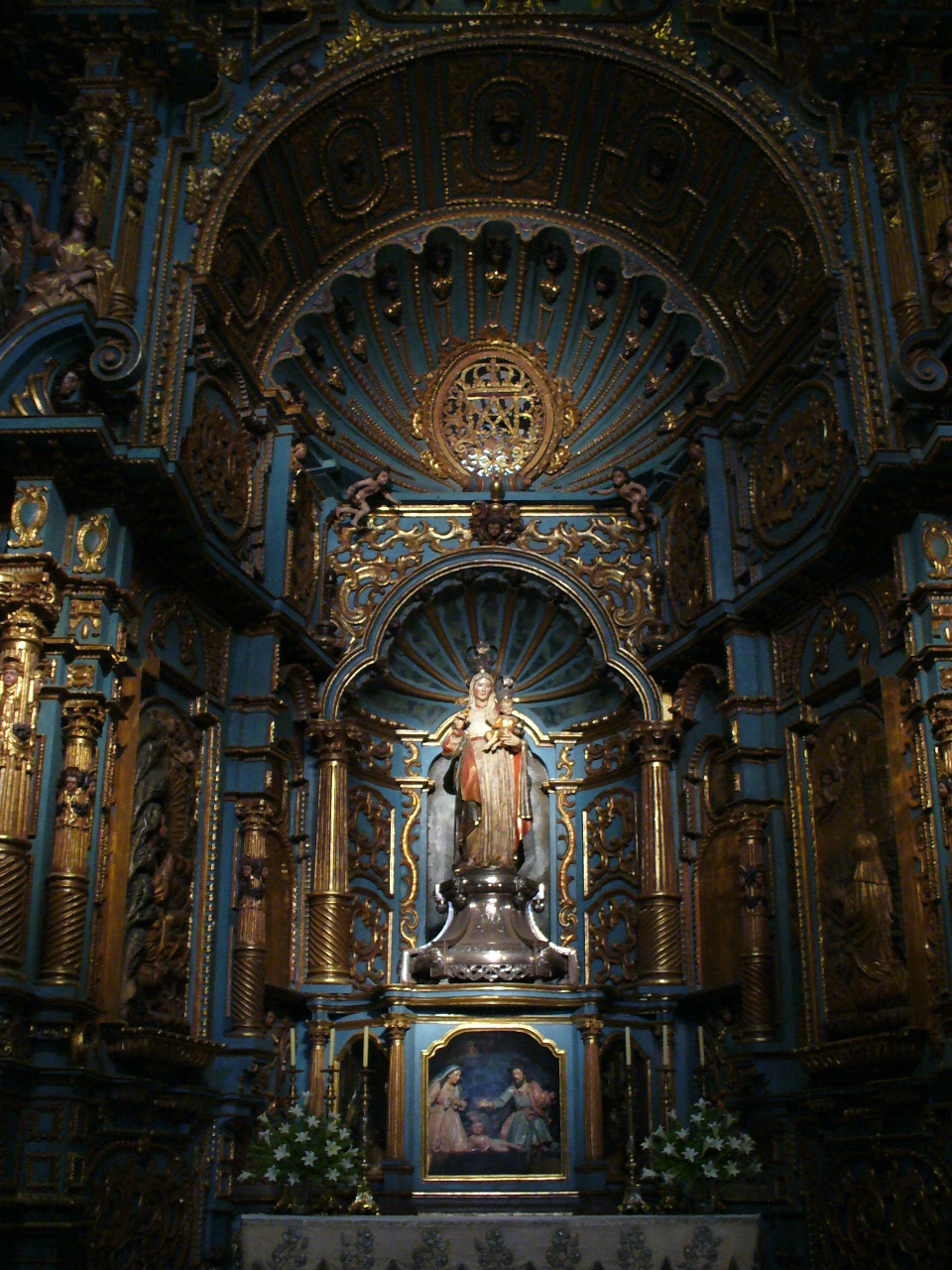
Capilla de la Inmaculada Concepción (o de Nuestra Señora de la Evangelización) en la Catedral de Lima.

Sigue la impresionante Capilla de la Inmaculada Concepción modernamente dedicada a Ntra. Sra. de la Evangelización, Esta es una de las pocas capillas que conservan su altar barroco original, pues las muchas poseen altares neoclásicos, tras las reformas hechas por el presbítero Matías Maestro y posteriormente la destructiva restauración en la década de 1890. Sin embargo, respetó este por ser tan bello. Preside el altar la imagen de Nuestra Señora de la Evangelización, talla de madera del siglo XVI enviada por el emperador Carlos V, que antiguamente presidía el altar mayor. Es una de las primeras imágenes de la Virgen en llegar al Nuevo Mundo. En su mano derecha sostiene la Rosa de Oro, condecoración papal conferida por Juan Pablo II en 1988 en su segunda visita al Perú y que ostentan muy pocas advocaciones marianas. En la pared izquierda de la capilla se ve un cuadro de gran formato de San Josemaría Escrivá de Balaguer, fundador del Opus Dei, hecho en 2005 por los 30 años de su muerte y para conmemorar el momento en el que dicho santo visitó esta misma capilla en 1974. El cuadro sustituyó al retablo sepulcro del Arzobispo Diego Morcillo, ubicado en ese lugar por más de dos siglos y que fue recolocado en otra capilla de la catedral. En el retablo también se conservan figuras de un Nacimiento que según la tradición fue el primero de la ciudad de Lima, encargado por la hija de Francisco Pizarro. Las paredes tienen hermosos azulejos, recientemente recuperados.
Luego está la entrada a la sacristía, donde vemos, a la izquierda, un bajorrelieve de la Adoración de los Pastores, del siglo XVI, una de las piezas más antiguas de la Catedral, que presidió el altar mayor del primer templo. A la derecha, un cuadro de la Virgen de Guadalupe. Además, vemos medallones de la Dolorosa y el Ecce Homo, y tallas de San Ambrosio y San Agustín.

#### Capilla de la Virgen de la Paz
Siguiendo por la nave, está la Capilla de la Virgen de la Paz, donde actualmente se reserva el Santísimo Sacramento. En la pared izquierda hay un cuadro de San Juan Evangelista, patrono de la Catedral, dándole la Comunión a la Virgen; y a la derecha está la tumba del venerable Fray Francisco Camacho.

#### Sillería del coro
La impresionante sillería del coro, actualmente flanqueando el altar mayor, fue diseñada por Martín Alonso de Mesa y realizada por Pedro de Noguera en el siglo XVII. En los respaldos vemos figuras de numerosos santos y santas (Apóstoles, Doctores, Papas, Obispos, vírgenes, etc.), Antiguamente el coro estuvo ubicado frente al altar mayor (posición similar a la de la Catedral de Ciudad de México). En el respaldo de la Cátedra (la cual está ubicada en la sillería izquierda, bajo dosel) está la figura del Redentor. El retablo mayor, de estilo neoclásico, está presidido por una Inmaculada. Bajo el presbiterio está la cripta de los Arzobispos, donde descansan los restos de casi todos los pastores de esta ciudad, desde Jerónimo de Loayza (el primero) hasta el cardenal Augusto Vargas Alzamora, el último en fallecer.
El púlpito, neoclásico, está coronado por una imagen de San Juan Evangelista, y el crucifijo que le queda al frente, por un Cordero pascual. En el crucero de la nave, vemos 4 estatuas (2 a cada lado) de San Juan Evangelista, San Pedro, San Pablo y Santiago el Mayor. Es obra del presbítero Matías Maestro, quien condujo la renovación de los antiguos altares barrocos limeños, sustituyéndolos por altares neoclásicos.

#### Cripta de Francisco Pizarro

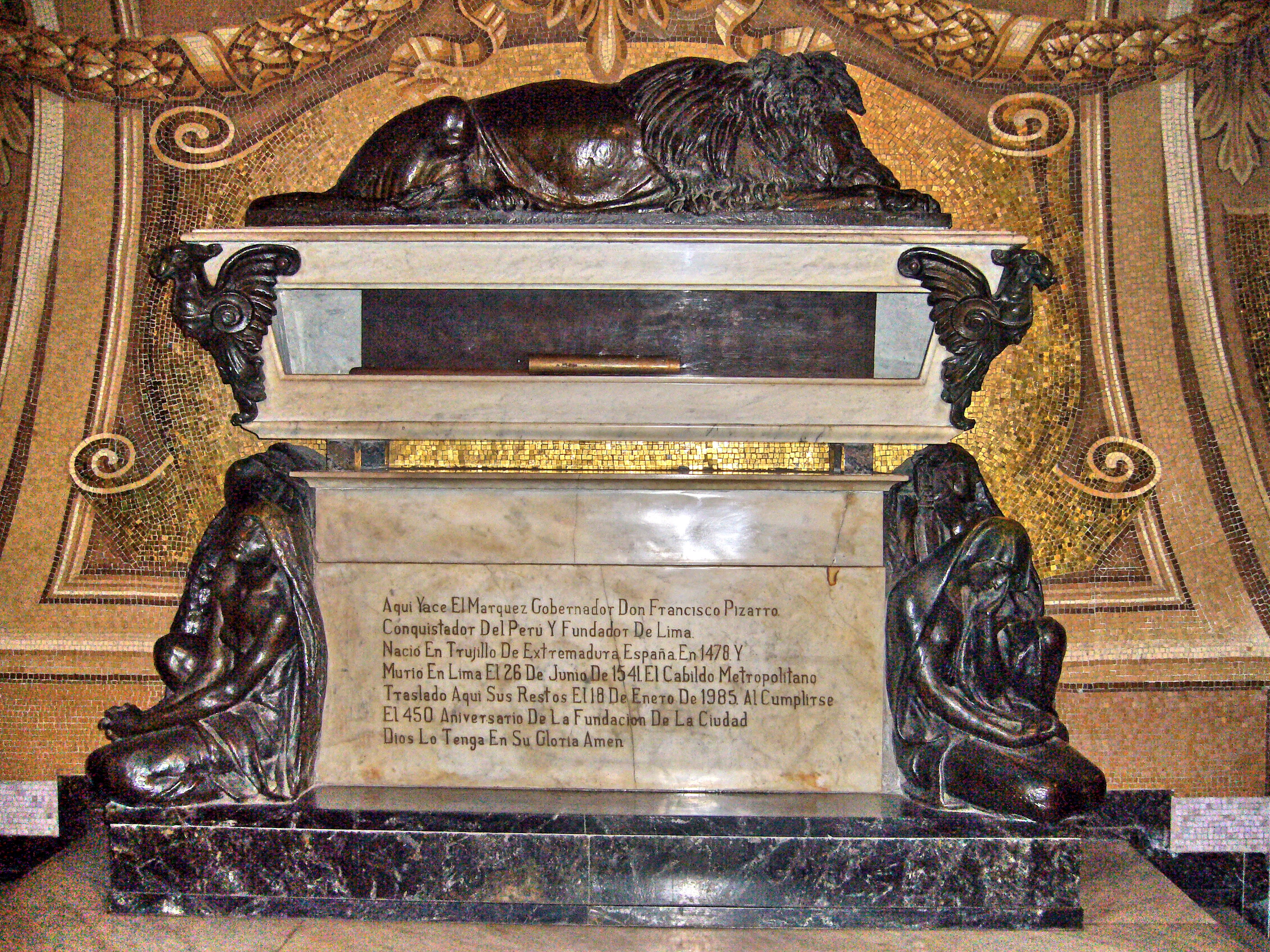
Tumba de Francisco Pizarro en la Catedral Basílica de Lima.

En la nave derecha, empezando nuevamente desde la entrada, está primero la cripta de Francisco Pizarro, cubierta por completo con mosaicos alusivos a la Conquista. En una de las paredes se puede apreciar el escudo de Lima. En el sarcófago se ve que la cabeza está separada del cuerpo, posiblemente desprendida por múltiples manipulaciones a los que estuvo expuesto sus restos. El cuerpo original fue descubierto a principios del siglo XX. Frente al sarcófago, se halla un pequeño cofre que contiene tierra de su ciudad natal, Trujillo.
Antiguamente, cuando se entraba a la Catedral de Lima siempre se pensó que el cuerpo de Pizarro era el que se presentaba en una urna de cristal situada en un altar de la misma Catedral. Precisamente los guías turísticos indicaban el lado derecho, cerca de la entrada, el altar era de mármol, y se veía un esqueleto momificado, de un color azafranado. En 1891, con motivo del 350 aniversario de su muerte, se decidió exhibir públicamente sus restos en este lugar, y desde entonces fue paso obligado para todo el que visitara Lima.
En 1977 la Catedral es sometida a una serie de reparaciones en su interior, y es cuando unos obreros que realizaban labores de refacciones en la cripta de la Catedral, se toparon casualmente con una caja de plomo con algunas inscripciones borrosas, no podían imaginar que se trataba de los verdaderos restos del fundador español de Lima. Tras una pared había un nicho donde encontraron la caja. La inscripción rezaba: Aquí está la cabeza del señor marqués don Francisco Pizarro, que descubrió y ganó los reinos del Perú y puso en la Real Corona de Castilla. Al lado se encontró un féretro forrado interiormente en terciopelo, que contenía una gran cantidad de huesos. Un equipo de científicos logró determinar que aquellos restos pertenecían a una mujer, a dos niños, a un hombre maduro que, luego se comprobó, era Pizarro. Además estos científicos trabajaron largos meses para determinar el origen de estos restos. Arqueólogos, antropólogos, patólogos, radiólogos, químicos, e historiadores aunaron esfuerzos para obtener datos y detalles relacionados con la agitada vida política y militar de Pizarro.
En esta capilla se encontraba originalmente el retablo del Cristo del Auxilio, ahora en la capilla de Santa Ana.

#### Capilla de San Juan Bautista
Luego está la Capilla de San Juan Bautista, cuyo retablo presenta relieves policromados alusivos a la vida del santo. Lo preside un gran crucifijo, uno de los más antiguos de la Catedral. Su retablo fue realizado por el famoso escultor sevillano Juan Martínez Montañés, y traído al Nuevo Mundo en barco durante varios años. Se considera entre los mejores retablos del templo catedralicio, aunque originalmente perteneció a la iglesia de la Limpia Concepción en el Jirón Abancay.

#### Capilla de la Virgen de la Candelaria

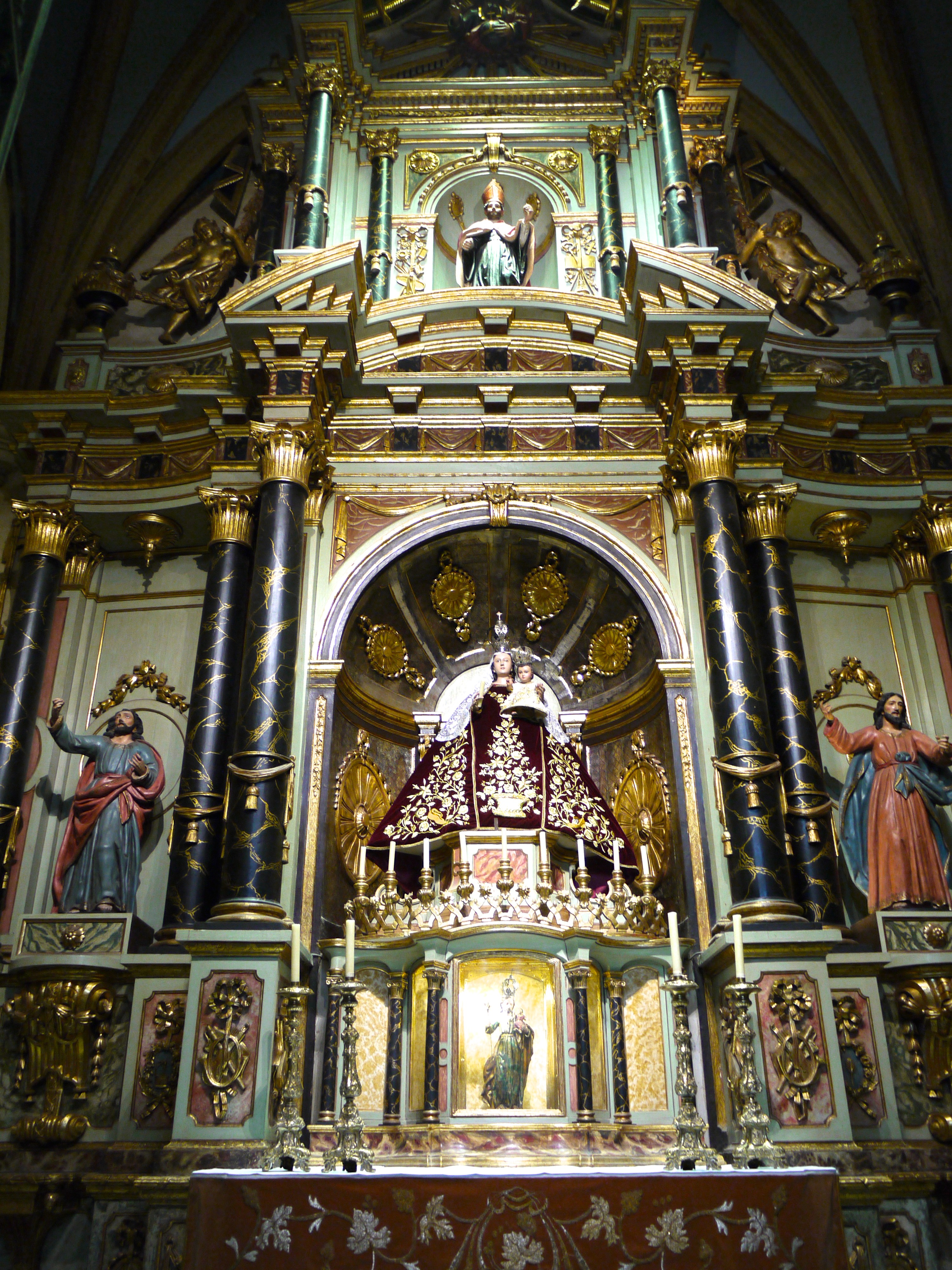
Capilla de la Virgen de la Candelaria en la Catedral de Lima.

Sigue la Capilla de la Virgen de la Candelaria, cuyo retablo es magistral obra del presbítero Maestro. Su estilo es de transición barroco-neoclásico.

#### Capilla de Santo Toribio de Mogrovejo
A continuación la Capilla de Santo Toribio de Mogrovejo, segundo Arzobispo de Lima y Patrono del episcopado latinoamericano, cuyos restos se conservan en la Catedral (se puede ver un relicario con reliquias suyas sobre este altar). En esta capilla se ven en las paredes otros relicarios con ornamentos episcopales del santo. A la izquierda está la tumba del cardenal Juan Landázuri Ricketts, XXX Arzobispo de Lima, y a la derecha, un gran cuadro que recoge el episodio del robo de unas hostias de la vecina Parroquia del Sagrario (las hostias fueron encontradas milagrosamente, se dice, en el vecino distrito del Rímac, donde actualmente se yergue la iglesia de Santa Liberata. Allí hay otro cuadro que recoge el momento del hallazgo). Tal como el retablo de Santa Rosa de Lima, perteneció originalmente a la desaparecida iglesia de Belén.
Luego, encima de la puerta lateral, está la galería para el coro, con el órgano usado actualmente. Dicha plataforma fue producto de las remodelaciones que tuvieron lugar a finales del siglo XIX y no pertenece a la arquitectura original de la iglesia.

#### Capilla de San Juan Evangelista
Sigue la Capilla de San Juan Evangelista (antiguamente Capilla de Santa Ana). En la pared izquierda está la tumba de Nicolás de Ribera y Laredo el Viejo, primer alcalde de Lima, y a la derecha la de José Damián de Ceballos Guerra y Muñoz, conde consorte de Santa Ana de las Torres, sobre la bóveda sepulcral de la familia Dávalos de Ribera. Su retablo es uno de los más hermosos de este templo, su estilo es de transición barroco-neoclásico.

#### Capilla de la Visitación
Luego, vemos la Capilla de la Visitación o de las ánimas, con el grupo de la Visitación presidiéndola. A la izquierda está un Cristo Resucitado que sale en procesión triunfal el Domingo de Resurrección.

#### Capilla de las Ánimas
Originalmente dedicada a las A continuación se encuentra la capilla sepulcro del arzobispo de La Plata y de Lima, y virrey del Perú, fray Diego Morcillo Rubio de Auñón, originalmente dedicada a las Almas del Purgatorio. El retablo sepulcro estuvo ubicado originalmente en un costado de la capilla de la Concepción, y ostenta la imagen auténtica de esa capilla, que a su vez reemplazó a la talla de Diego Morcillo, la misma que se exhibe por separado en el mismo ambiente.

#### Capilla de San José
Finalmente, la última capilla está dedicada a San José, con relieves policromados en el retablo alusivos a su vida. En esta zona de la nave también se exhiben unos relieves de la vida de la Virgen. El grupo escultórico de la Sagrada Familia que preside el altar se debe al escultor Pedro Muñoz de Alvarado.

### Ambientes desaparecidos

#### Capilla de San Bartolomé
Se encontraba detrás del presbiterio y separada de este por un deambulatorio. El retablo principal, de orden toscano, constaba de tres cuerpos y tenía como parte principal un lienzo del martirio de San Bartolomé. En el mismo recinto se encontraba el retablo sepulcro del Arzobispo de Lima, Bartolomé Lobo Guerrero, de tres cuerpos en imitación de mármol. La escultura del Arzobispo aún puede ser apreciada como parte del recorrido del museo de la Catedral.

#### Capilla de la Virgen de la Antigua
Se encontraba en el trascoro de la iglesia. En su retablo principal se encontraba originalmente el lienzo de Nuestra Señora de la Antigua, ahora en la capilla de los Reyes. Un texto del siglo XVII describe el retablo barroco original, mencionando la existencia de doce columnas salomónicas y treinta pinturas de la Virgen, además del lienzo que es titular del retablo. La capilla desapareció con las reformas emprendidas a finales del siglo XIX, junto con otras cuatro capillas auxiliares de la primera y que se encontraban a los lados del coro.

### Sacristía y Sala Capitular
Volviendo a la sacristía y ya ingresando a ella, nos encontramos en la antesacristía, llamada también sala del zodíaco, pues en sus paredes hay 12 cuadros pintados en el taller de los Bassano, alusivos a los 12 signos zodiacales. Anexa se encuentra la Sala Mons. Alberto Brazzini, inaugurada en honor al prelado, fallecido el 29 de mayo de 2001, quien fuese obispo auxiliar de Lima. En ella se exhiben numerosos objetos de arte religioso, patrimonio de su propiedad y donados por la familia a la Catedral; además de algunos ornamentos y joyas episcopales suyas.
Pasando a la Sacristía, vemos la gran cajonería obra de Juan Martínez de Arrona, con paneles de madera decorados con imágenes de Cristo, los doce apóstoles, San José y San Juan Bautista; así como los doce artículos de fe del Credo apostólico sobre cada panel. Aquí también se exhiben hermosos ornamentos litúrgicos antiguos.
Finalmente, llegamos a la Sala capitular, donde los miembros del Cabildo eclesiástico se reunían (y se siguen reuniendo los sábados por las tardes). En las paredes hay medallones de todos los arzobispos de Lima, con una reseña de cada uno. Aquí también se exhiben vestiduras y ornamentos usados por el Papa Juan Pablo II en sus dos visitas al Perú, vasos sagrados que fueron regalos suyos a la Iglesia peruana y algunos ropajes de los antiguos arzobispos.

## Historia
La catedral de Lima fue edificada en el lugar donde estuvo el adoratorio inca del puma inti y el palacio del príncipe cusqueño Sinchi Puma, descendiente directo del Inca Sinchi Roca.
Al fundar Lima Francisco Pizarro destinó un solar a la iglesia, haciendo que Sinchi Puma renunciara a sus bienes en papel certificado por notario, para que la ocupación del sitio elegido para la iglesia no significara usurpación de dominio.
En 1535 Pizarro puso la primera piedra y cargó, en pública manifestación de fe y humildad, el primer madero para la edificación de la iglesia (primera catedral), la cual se hizo bajo la advocación de Nuestra Señora de la Asunción, terminándose la construcción en 1538 e inaugurándose el 11 de marzo de 1540 colocándose ese día por primera vez el Santísimo.
Finalizadas las disputas entre Diego de Almagro y Pizarro, y después de haberse establecido el Virreinato del Perú, el Papa Paulo III, teniendo en consideración el crecimiento de la ciudad de Lima, emite una bula, el 14 de mayo de 1541 creando la arquidiócesis de Lima y elevando la pequeña iglesia a la categoría de catedral la cual se comienza a construir en 1542 durante el gobierno de Cristóbal Vaca de Castro. Francisca Pizarro Yupanqui, hija del fundador de Lima, aportó la considerable suma de cinco mil pesos de oro para la construcción de la nueva catedral, la cual llegó a costar quince mil pesos de oro, agradeciendo el rey de España mediante Real cédula de 19 de marzo de 1552.
Con los cambios introducidos por el pacificador Pedro de la Gasca para darle mayor prestancia, la nueva iglesia (segunda catedral) iniciada por Cristóbal Vaca de Castro fue inaugurada, en 1552, por el Arzobispo Jerónimo de Loayza. Esta era una edificación pequeña -de 9 x 19 m.-, muy modesta y estrecha y para sus cimientos se trajo piedra rojiza de una cantera de Lunahuaná. El nuevo templo pasó, después, a tener como patrono a San Juan Evangelista.

### Una catedral de grandes dimensiones

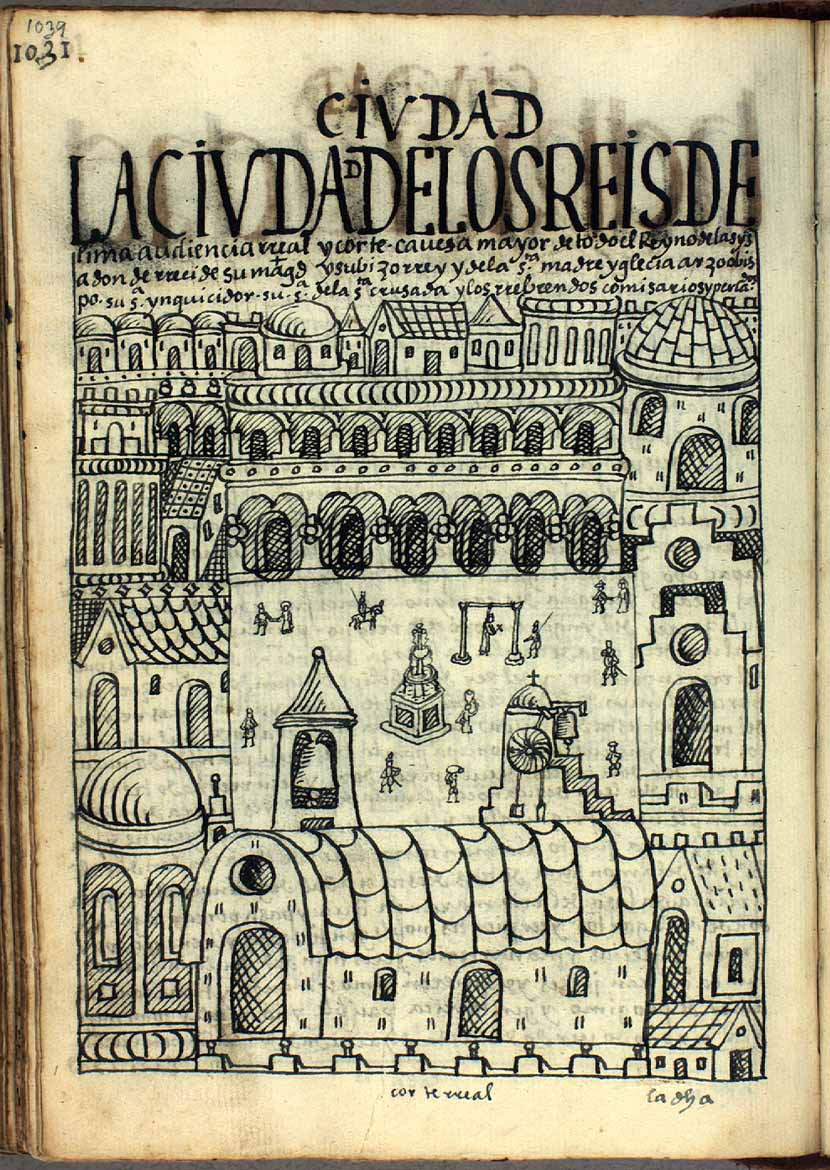
La Ciudad de los Reyes, en primer plano la Catedral (Nueva crónica y buen gobierno de Guamán Poma, 1615)

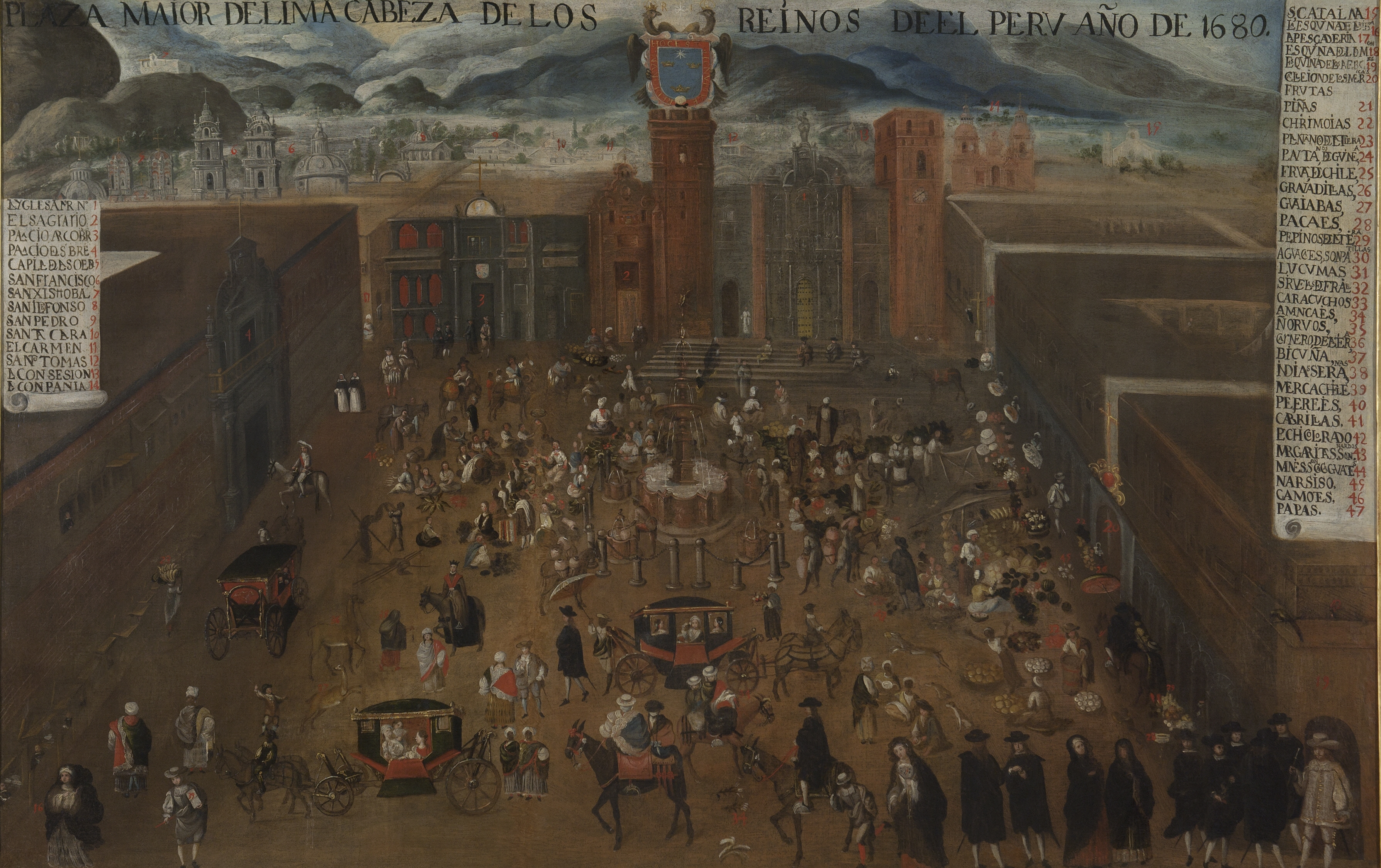
Catedral en 1680

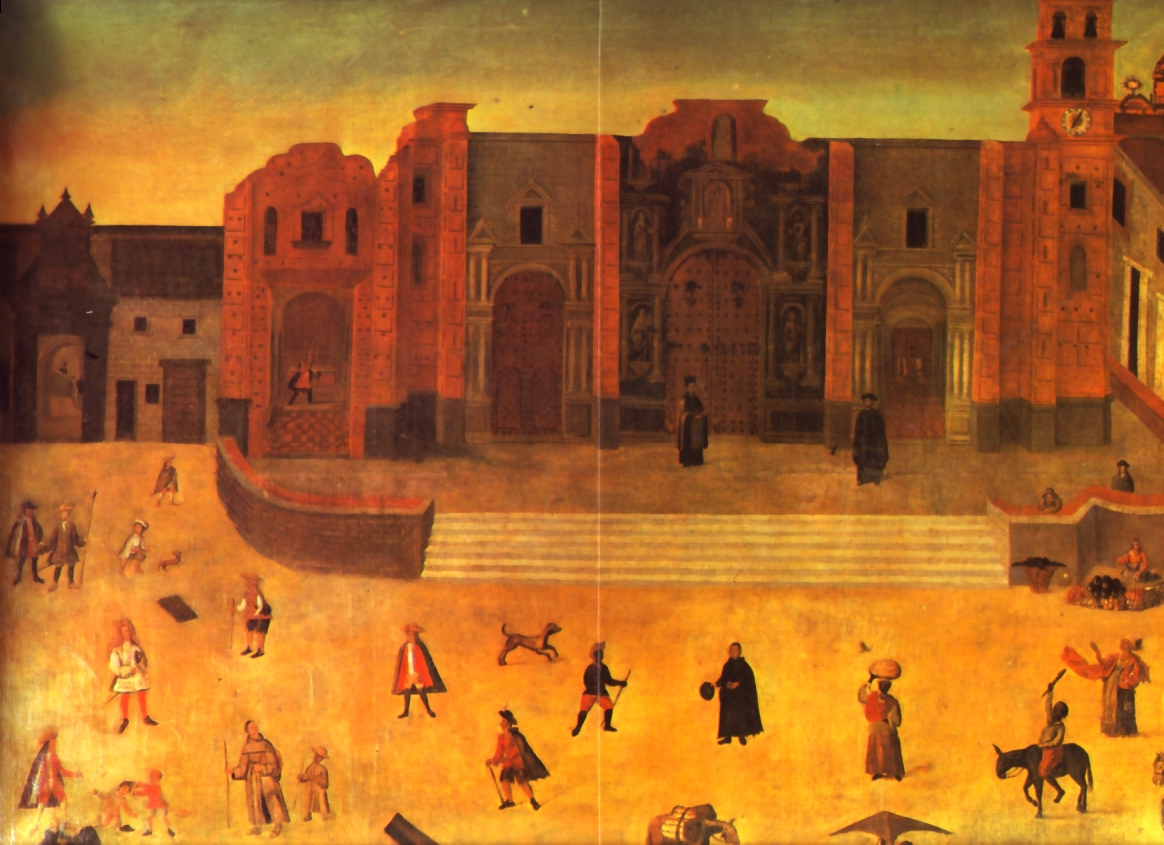
Aspecto que presentaba la catedral de Lima luego del terremoto de 1687 según una pintura de autor anónimo y hecha en el.

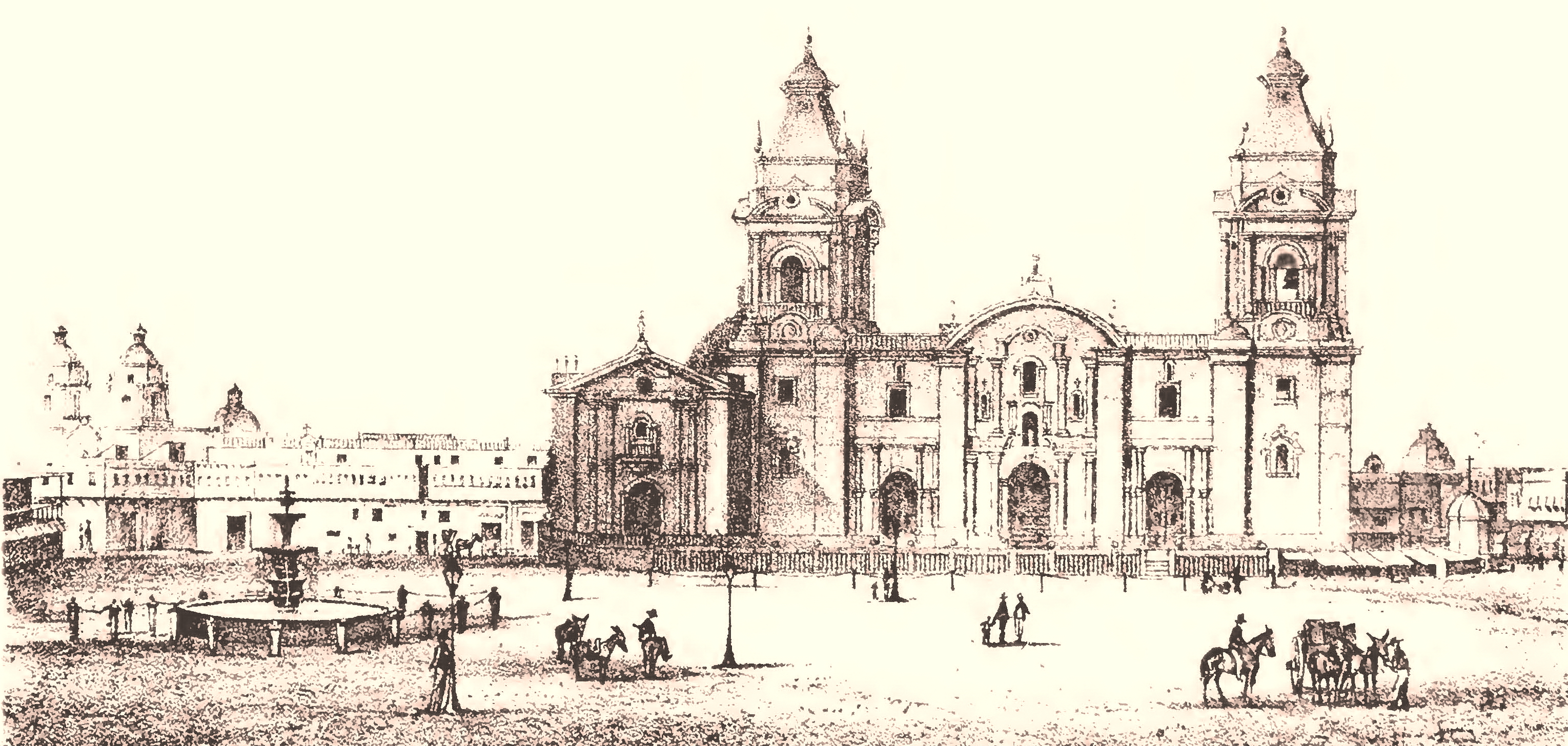
La Catedral de Lima y la Plaza Mayor según un grabado de 1854.

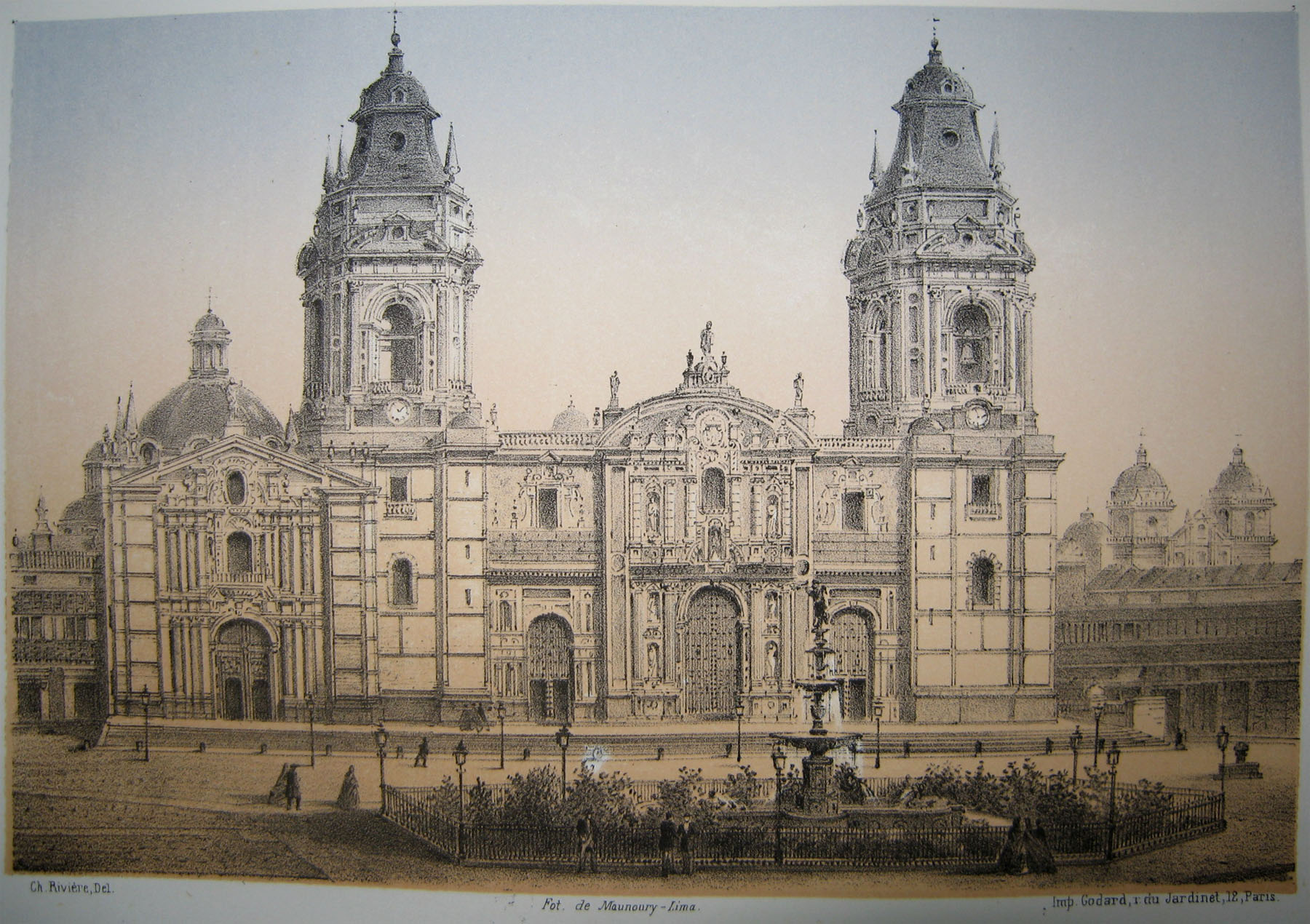
La Catedral de Lima y la Plaza Mayor según un grabado de 1860.

Posteriormente cuando la ciudad de Lima llegó a ser Arzobispado se consideró la construcción de una nueva catedral acorde con el ascenso en estatus del episcopado de Lima, así como con su crecimiento poblacional. En 1564 el Arzobispo Jerónimo de Loayza se decidió por un edificio suntuoso que rivalice con las catedrales más famosas de España (como la catedral de Sevilla entonces, y ahora, la mayor de España), con lo que comienza un cambio en las dimensiones. La obra se inició con la demolición de los primitivos muros de adobe pero la construcción nueva no llegaría a acabarse.
Al alarife Alonso Gonzales Beltrán se le dio la tarea, en 1564, de diseñar un gran templo con tres naves y capillas laterales. Pero su proyecto, inspirado en la catedral de Sevilla, resultó demasiado grandioso y costoso.
Cuando llegó el Virrey Martín Henríquez, en 1581, siendo Arzobispo de Lima Toribio de Mogrovejo, dispuso que se hiciera una nueva catedral y en 1585 el arquitecto trujillano Francisco Becerra, que había hecho los planos de varias edificaciones en México y Quito, fue llamado desde el Cusco, donde, a la sazón, estaba trabajando, y se encargó de la construcción de la tercera catedral. Becerra hizo un nuevo plano (considerado para que sea el plano sobre el cual se base la catedral existente) que tomaba, en parte, como modelos a las catedrales de Jaén y de Sevilla. La primera tenía tres naves, como la de Lima, la segunda tenía cinco, pero hay puertas en los brazos del crucero, tres puertas en la fachada principal y un patio lateral llamado, como en la catedral de Lima, el patio de los naranjos, al cual se llega a través de la puerta lateral que está hacia la izquierda. El trazo definitivo de la catedral, hecho por Becerra, dio como resultado una iglesia de estilo renacentista, de planta amplia y con 3 naves grandes y dos capillas laterales.

La catedral de Lima, es un templo de tres naves con dos más de capillas y testero plano. (...) Las tres naves son de igual altura, como en la de Jaén. Esta última fue el precedente inmediato de las dos catedrales peruanas.
Extraído de El Arte Hispanoamericano (1988).

En 1602, la iglesia era todavía «un bohío viejo, cubierto de paja con mucha indecencia» según una carta que Felipe III remitiera al Arzobispo Toribio de Mogrovejo en la cual le insta a que se apresure con el trabajo de la construcción.
En 1604 se inaugura la primera parte de la tercera Catedral. Cuando Becerra murió en 1605, solo la mitad de la iglesia estaba construida.
El plano final fue diseñado inmediatamente después del terremoto de 1606, aunque otro en 1609 amenazó con destruir la edificación integra dañando las bóvedas de la parte construida. Se llevaron a cabo discusiones sobre los mejores medios de defensa contra los movimientos sísmicos: el Arquitecto Jefe, Juan Martínez de Arrona, sostuvo la idea de bóvedas de ladrillo, pero varios miembros del Cabildo o Concejo Municipal consideraron que sería mejor cubrir el templo con madera. Cansados por la necesidad de encontrar la solución al problema, ellos nombraron a Bartolomé Lorenzo como Asesor de Arrona. Finalmente, en octubre de 1625, las naves de la parte principal de la tercera catedral fueron consagradas. La puerta principal (diseñada por Arrona) fue finalizada en 1632, y las torres en 1649. El terremoto de 1687 causó mucho daño a la catedral, y no obstante todas las precauciones tomadas en la construcción, el terremoto de 1746 vuelve a dañar la estructura y casi la reduce a ruinas precisándose de una nueva reconstrucción, gobernaba a la sazón el Virrey José Antonio Manso de Velasco, quien dispuso se levantara en el mismo lugar una nueva catedral en 1758. La edificación existente es una reconstrucción, que, por orden del Virrey José Antonio Manso de Velasco, emprendió -siguiendo los planos antiguos- el jesuita Juan Rher (nacido en Praga), con la ayuda de un arquitecto mulato.
Rher aprovechó al máximo el uso de la madera y la quincha en las bóvedas de crucería, reedificó la portada renacentista de piedra y avanzó bastante la obra quedando las torres campanario inconclusas durante mucho tiempo.
La reconstrucción se llevó a cabo en tres partes, la primera culminó en 1755, la segunda en 1758 y la última en 1778. Entre los años 1794 y 1797 las actuales torres campanario de la catedral, que quedaron inconclusas, se reconstruyen siendo terminadas por el presbítero Matías Maestro.
En la torre izquierda está la campana llamada «la Cantabria», que pesa 300 quintales y se fundió en Lima. En la derecha «la Purísima», de 150 quintales, y «la Vieja», de 55 quintales.

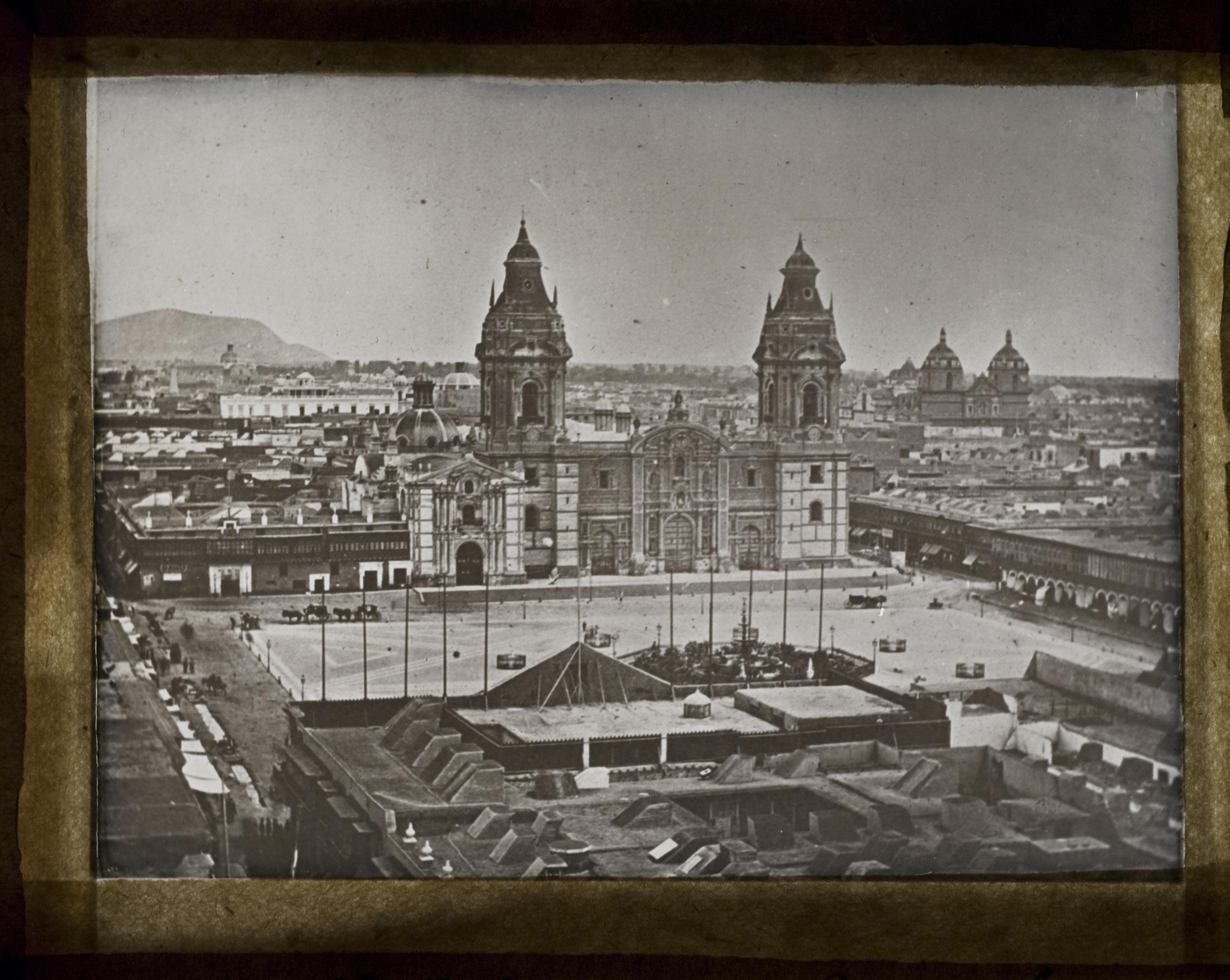
Daguerrotipo tomado en 1870 donde se aprecia la antigua plaza mayor de Lima.

Esta catedral levantada por orden del Virrey José Antonio Manso de Velasco es la que se conoce, aunque es distinta, en muchos aspectos, a la que fue originalmente, debido a los terremotos y a las continuas reformas, tan es así que no es posible precisar, hasta hoy, su estilo de diseño arquitectónico, pues admitió una vez más restauraciones en 1822 y remozamientos en 1920 y 1941, en lo alto de su portada.

Vista desde la plaza mayor, restaurada junto con la Catedral donde se aprecia faroles, asientos de mármol y arbolado rodeando junto con la pileta, Foto tomada en 1905.

En su aspecto interior como en el exterior, la primera iglesia del Perú, que ostenta el título de basílica metropolitana, ha tenido muchos cambios notables. Se han ido mezclando así elementos barrocos, góticos, neoclásicos y románticos. Un cambio sustancial fue el traslado del coro al presbiterio así como el retiro de la mayoría de los altares barrocos y ornamentos que tenía originalmente. Estas transformaciones se iniciaron en 1804, de acuerdo con las corrientes neoclásicas imperantes en la época. En 1891, se trasladaron los supuestos restos del fundador de Lima a la catedral y se colocaron en la capilla de la adoración de los Reyes, la tercera de la mano izquierda, en donde reposaron hasta que se construyó el mausoleo en el cual, actualmente, se conservan los auténticos restos hallados en 1977.

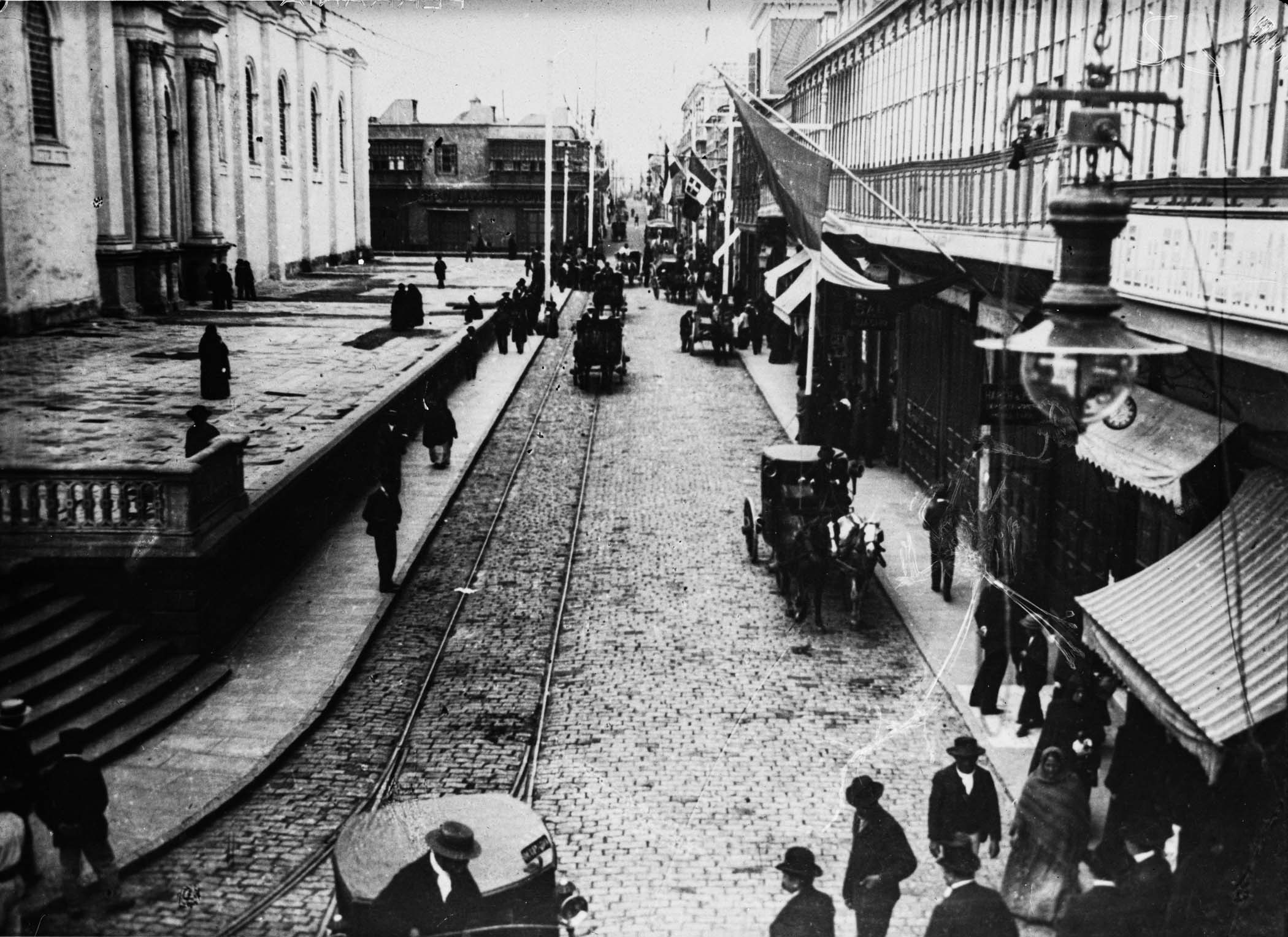
Antigua calle de los Judíos en 1910, hoy llamado como Jirón Huallaga, donde se aprecia la catedral parte posterior (lado izquierdo)

Durante el siglo XIX, la catedral no recibió mantenimiento adecuado por lo que en 1893 se tuvo que cerrar debido a su estado ruinoso. En 1897 se hizo una nueva reparación que cambió el aspecto exterior de la catedral y en 1898 se inauguró la Catedral reconvertida en su interior. El 28 de mayo de 1921 se le confirió el reconocimiento como Basílica menor bajo el nombre de Catedral Basílica San Juan Apóstol y Evangelista.
El terremoto, de 1940 causó daños de consideración a la catedral y con este motivo se emprendió un trabajo total de restauración cuya dirección se encomendó al Arquitecto Emilio Harth-Terré, a cuyo conocimiento de la arquitectura colonial se debe la prestancia que ha readquirido la primera iglesia del Perú. En esta oportunidad se repuso la portada del Sagrario aunque con varias diferencias respecto a la que existió antes de 1897.

### La catedral en el centro histórico de Lima

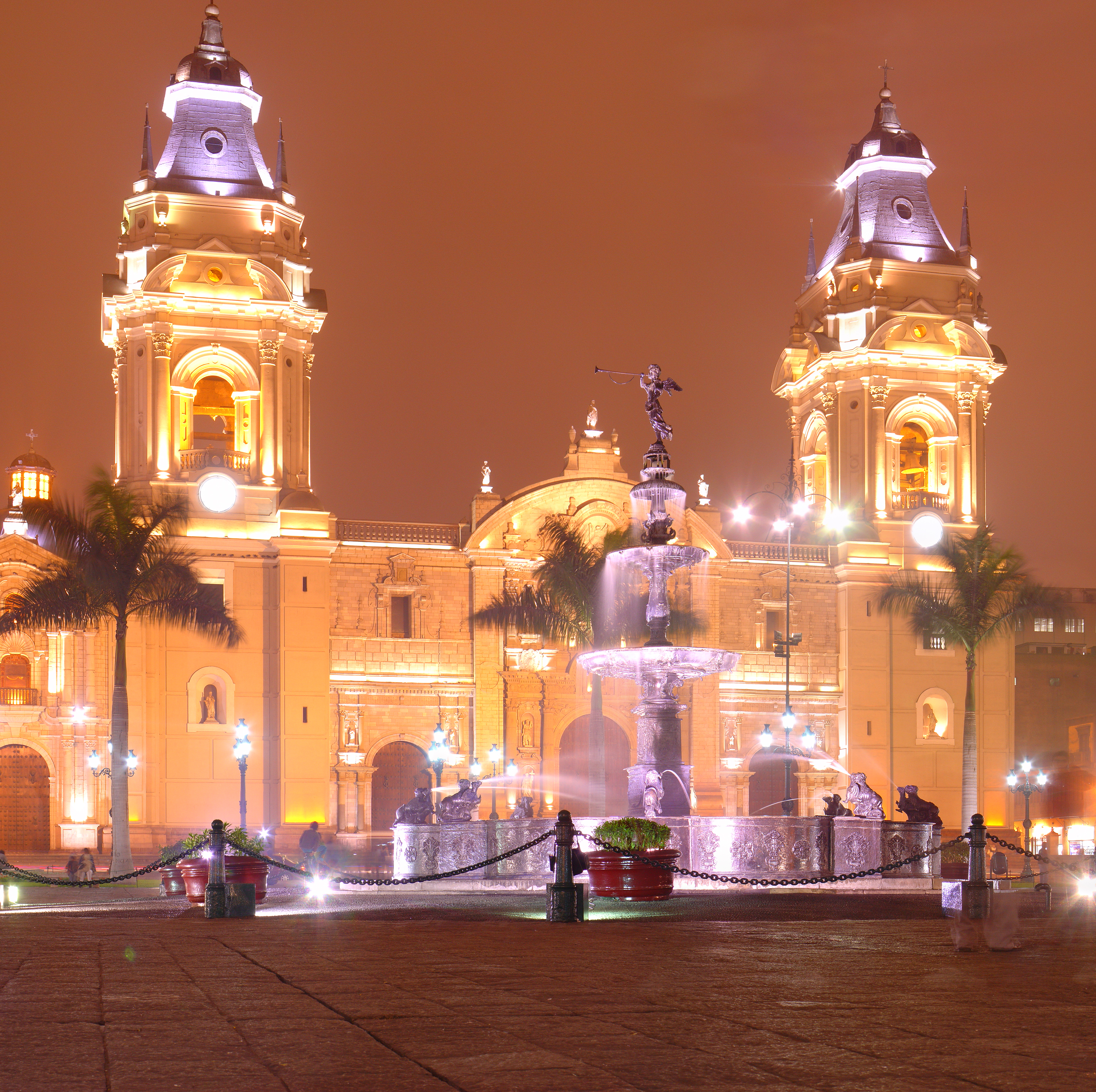
Vista nocturna de la Catedral de Lima, la cual se ve iluminada. En primer plano se ve la pileta renacentista del Virrey Conde de Salvatierra.

Desde 1991 la Catedral se encuentra incluida como Patrimonio Cultural de la Humanidad al estar en el centro histórico de Lima y su visita es de rigor al momento de hacer turismo en el Perú.

### La Catedral de Lima en la actualidad

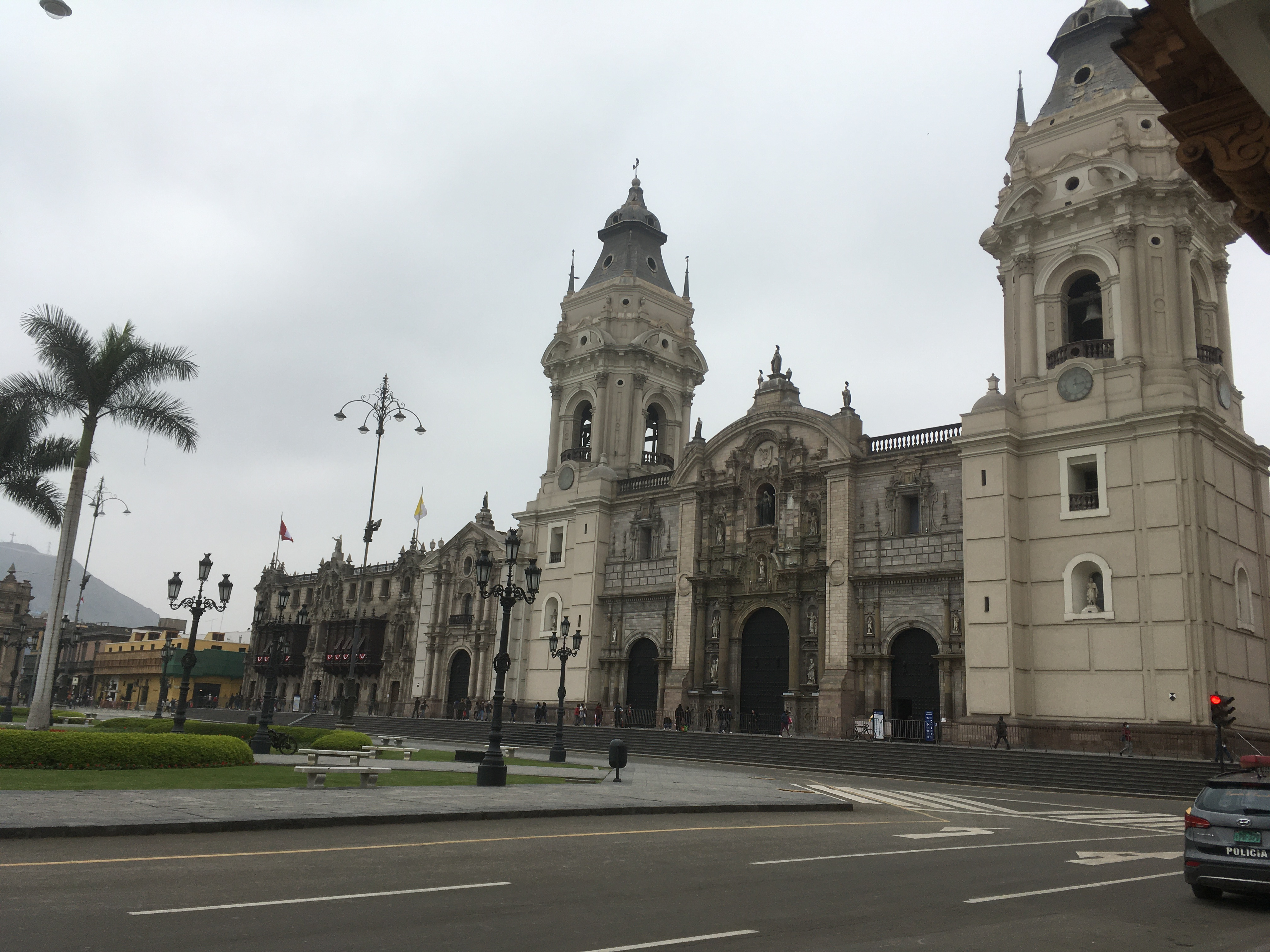
Vista de la Catedral de Lima y Palacio Arzobispal de Lima

En los últimos años, bajo el gobierno pastoral del cardenal Juan Luis Cipriani Thorne y con el apoyo de la empresa privada, se han llevado a cabo numerosos y minuciosos trabajos de restauración de la Catedral y de sus obras de arte, así como del mejoramiento de su iluminación, culminando los trabajos en 2004, año del cuatricentenario de la inauguración de la primera parte construida de la tercera Catedral.

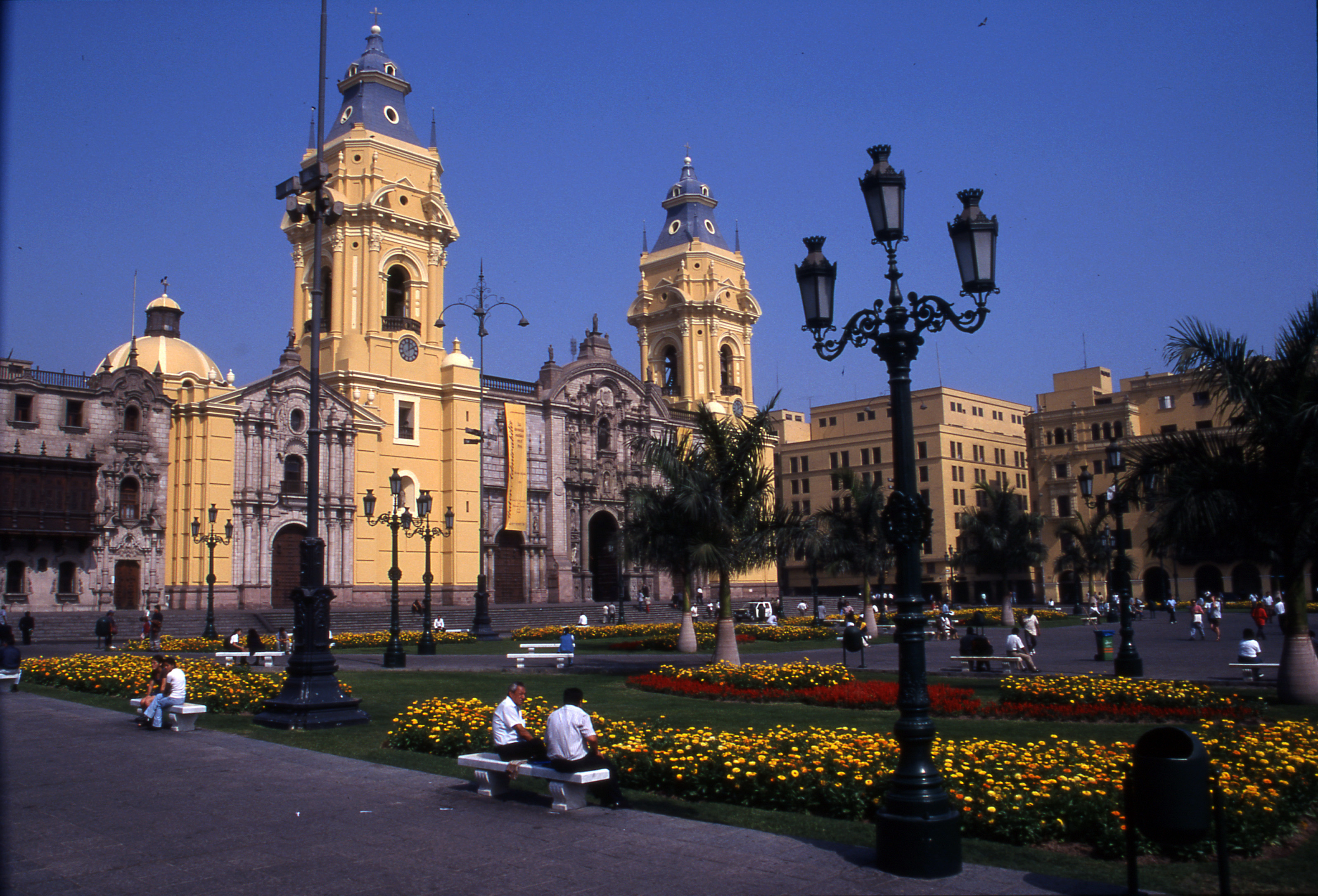
Catedral de Lima, foto tomada en 2002.

En 2005 se le instaló nueva iluminación (con la finalidad de que su fachada se realce en las noches) como parte del proyecto denominado "Circuito Turístico de la Luz", llevado a cabo por iniciativa del alcalde de Lima Luis Castañeda Lossio para mejorar el centro histórico de Lima.
Además de la Catedral de Lima también se consideraron dentro del grupo de edificaciones iluminadas por la Municipalidad de Lima y el grupo Endesa el Palacio de Gobierno y el Palacio Municipal de Lima.
Durante la semana, la Catedral ofrece a los turistas el recinto religioso como museo, que conserva notables obras artísticas de épocas coloniales.

### Grandes sismos soportados por la catedral

#### Primer terremoto
El 19 de octubre de 1609, un terremoto sacude la Ciudad de los Reyes causando daño a las tres bóvedas de la Catedral, lo que condujo a su primera reconstrucción pasando de un estilo renacentista a un estilo gótico. Debido a la gravedad de la fábrica, la arquidiócesis, el Cabildo y la Sede Episcopal fueron trasladados a la vecina iglesia de la Soledad que hizo de Catedral por espacio de 90 años.

#### Segundo terremoto
El 20 de octubre de 1687, otro terremoto vuelve a dañar la Catedral, por lo que fue necesario una nueva reconstrucción aunque sin nuevos cambios. En 1697 se reinaugura oficialmente.

#### Tercer terremoto
El 28 de octubre de 1746, un nuevo terremoto vuelve a destruir las naves de la Catedral y las columnas precisándose de una tercera reconstrucción en la que interviene el Cosmógrafo mayor Juan Rher.
En 1778 se reinaugura totalmente reconstruida a pedido del Arzobispo Diego Antonio de Parada y durante 1794 y 1798 son reconstruidas las dos torres que se mantienen hasta nuestros días.

#### Cuarto terremoto
El 24 de mayo de 1940, un terremoto sacude otra vez la Ciudad de Lima por lo que se hizo necesario de nuevo una reconstrucción que fue llevada a cabo por el arquitecto Emilio Harth-Terré, siendo esta la última reconstrucción presentada.

#### Quinto terremoto
El terremoto de Lima y Callao de 1966 se produjo a las 4:41 de la tarde del 17 de octubre de 1966. Tuvo una magnitud de 8.1 en la escala Magnitud Momento.

#### Sexto terremoto
El 31 de mayo de 1970, se produce un terremoto en el departamento de Ancash. Con una magnitud de 7.9 en la escala de Magnitud de Momento, se sintió en Lima con una intensidad de VI en la escala Mercalli Modificada.

#### Séptimo terremoto
Confirmando nuevamente la asociación del mes de octubre con los sismos en el ideario limeño, el terremoto de Lima de 1974 se produce el 3 de octubre, teniendo una magnitud de 8.0 Momento y una intensidad de VII en la escala de Mercalli.

#### Octavo terremoto
El 9 de noviembre de 1974, réplica principal del terremoto del 3 de octubre, se produce un sismo de 8.0 frente a Lima.

#### Noveno terremoto
El 15 de agosto de 2007, un terremoto, con epicentro en Ica, sacude una vez más la ciudad de Lima, sin provocar daños en la catedral.

## Ceremonias
Todos los años, el 28 de julio se celebra la Misa y Te Deum en agradecimiento por la Independencia de Perú, a la que asisten el presidente, sus ministros y las principales autoridades de la Nación. También el 18 de enero se celebra una Misa de Acción de gracias por el aniversario de la ciudad, con la presencia del Alcalde.
Una costumbre que fue rescatada por el Cardenal Juan Luis Cipriani, es el celebrar la Misa todos los domingos y fiestas de guardar a las 11:00 a. m. A partir del año 2000 y bajo el auspicio del Cardenal Cipriani, la Catedral limeña ha recuperado gran parte de su prestancia, restituyendo la mayoría de sus elementos constructivos y decorativos (aunque faltan algunos elementos por ser restaurados, como algunos retablos), convirtiéndose en verdadero centro de la vida litúrgica, eclesial y cultural de Lima y el Perú.